# Три балбеса
Три балбеса — трио американских артистов водевиля, а также комедийных актёров, период активности которых пришёлся на 1922—1970-е годы. Известны по своим ролям в 190 короткометражных фильмах студии «Columbia Pictures» которые регулярно транслировались на телевидении с 1958 года. Их отличительной чертой были юмористический фарс и буффонада. В фильмах «балбесы» были известны по своим фактическим именам. За время их существования всего было шесть «балбесов» (но с тремя активными артистами): Мо Ховард и Ларри Файн были основой этого трио почти 50 лет, а дополняющего третьего «балбеса» играли (в порядке появления) Шемп Ховард, Кёрли Ховард, Джо Бессер и Джо Дерита.
Мо Ховард присоединился к другу детства Теду Хили, звезде водевилей, в начале 1920-х годов в комедии «Тед Хили и его балбесы». Со временем к ним присоединился брат Мо, Шемп Ховард, а затем и Ларри Файн. Вчетвером они снялись в полнометражном фильме Soup to Nuts (1930), после чего Шемп ушёл, чтобы начать сольную карьеру. В 1932 году он был заменён своим младшим братом Джеромом «Кёрли» Ховардом.
Два года спустя, снявшись в нескольких фильмах, трио покинул Хили, подписав контракт на производство собственных короткометражных фильмов с «Columbia Pictures». После этого трио было названо «Три балбеса». С 1934 по 1946 год Мо, Ларри и Кёрли сняли более 90 короткометражных фильмов для «Columbia». Именно в этот период они были на пике популярности.
В мае 1946 года Кёрли перенёс тяжёлый инсульт, и Шемп вернулся к ним, восстановив первоначальный состав, и выступал вплоть до самой своей смерти от сердечного приступа 22 ноября 1955 года. Согласно контракту со студией, киноактёр Джо Пальма был использован в качестве его замены для съёмок оставшихся четырёх короткометражных картин (этот манёвр впоследствии стал известен как «Поддельный Шемп»).
Актёр Джо Бессер присоединялся к трио на два года (1956—1957).
Позже студия запустила все картины через кино- и телевизионную компанию «Screen Gems». Затем «Screen Gems» синдицировала их комедии для телевидения, после чего «балбесы» стали одними из самых популярных комедийных актёров начала 1960-х годов.
Комик Джо Дерита стал «Кучерявым Джо» в 1958 году, заменив Бессера в серии новых полнометражных фильмов. Трио активно транслировали на телевидении, на популярных детских шоу, что восстановило их баланс в течение 1960-х годов, до того как Файна парализовало в 1970 году. Он умер в 1975 году после очередного инсульта. Были предприняты попытки возродить «балбесов» с помощью актёра Эмила Ситки в роли Файна в 1970 году и заново в 1975- м, но после смерти Мо Ховарда 4 мая 1975 года попытки были прекращены.

## История

### Тед Хили и его «балбесы» (1922—1934)
«Три балбеса» были созданы в 1922 году, в рамках шоу в водевиле под названием «Тед Хили и его балбесы» (известные так же как «Тед Хили и его южные джентльмены» и «Тед Хили и его рэкетиры»). Мо Ховард (урожденный Моисей Гарри Хорвиц) присоединился к Хили в 1922 году, а его брат Шемп Ховард (Сэмюэль Хорвиц), появился несколько месяцев спустя. В 1925 году к ним присоединился комик-скрипач Ларри Файн (Луис Фейнберг). В их номерах ведущий комик Хили пытался петь и рассказывать анекдоты, в то время как его шумные помощники «перебивали» его, заставляя Хили мстить им словесными и физическими оскорблениями. Тед Хили и его «балбесы» (а также комик Фред Сэнборн) снялись в своём первом голливудском полнометражном фильме «Суп с орехами» (1930), произведённом компанией «Fox Film Corporation». Фильм не был успешен у критиков, но выступления «балбесов» были отмечены как «незабываемые». Это привело к тому, что «Fox» предложило трио контракт, но уже без Хили. Это разозлило Хили, который сказал руководителям, что «балбесы» являются его работниками, и предложение было отозвано. Братья Ховард и Файн узнав о предложении и последующем отзыве, оставили Хили, чтобы создать свою собственную группу (названную «Ховард, Файн и Ховард» или «Три потерянные души»). Трио быстро стало популярным в театрах. Хили пытался остановить их в судебном порядке, заявив, что они используют его материал, защищённый авторскими правами. Говорили даже, что Хили обещал бомбить театры, в которых выступали Файн и братья Ховард, это очень беспокоило Шемпа, что он почти покинул трио. Как сообщалось, только повышение зарплаты удержало его.
Хили пытался спасти своё положение, наняв на замену других артистов, но они были не опытны, и не так хорошо приняты публикой, как их предшественники. Хили достиг нового соглашения со своими бывшими протеже в 1932 году, Мо уже был бизнес-менеджером, и они были задействованы в постановке Джейкоба Шуберта «Проходящее шоу 1932 года» (англ. The Passing Show of 1932). Во время репетиции Хили получил более выгодное предложение, и обнаружил лазейку в своём контракте, которое позволило ему покинуть производство. Шемпу надоела грубость Хили, и он решил покинуть сцену в течение нескольких месяцев и делать своё собственное шоу. После чего в мае 1933 года присоединился к студии «Vitagraph», где в течение следующих 4 лет снимался в комедиях, производство которых было в Бруклине.

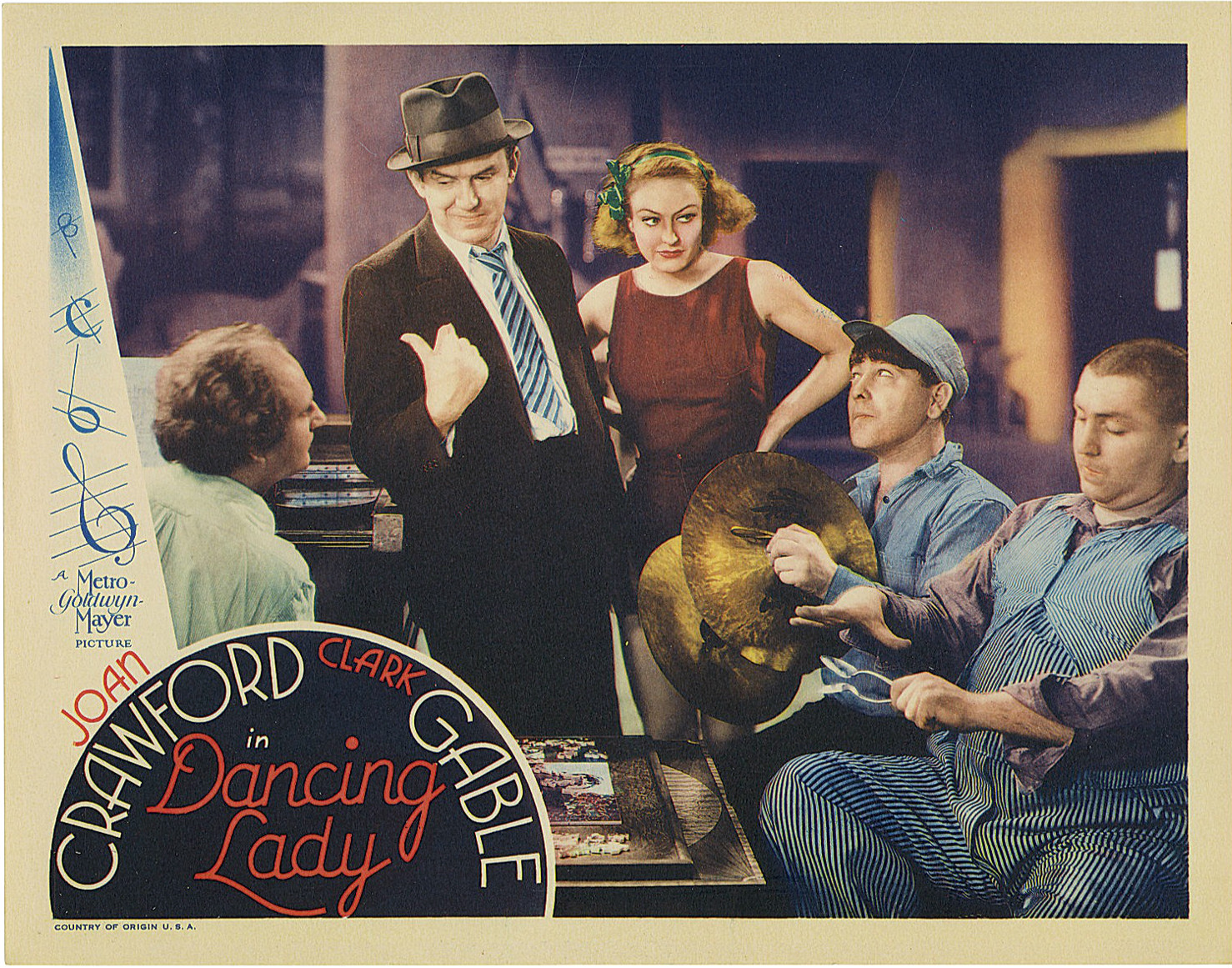
Хили, «Джоан Кроуфорд и три балбеса в фильме Танцующая леди» (1933)

Когда Шемп ушёл, Хили и двум оставшимся «балбесам» (Мо и Ларри) потребовалось его заменить, поэтому Мо предложил своего младшего брата Джерома Ховарда. Хили посмотрел Джерома, у которого были длинные рыжевато-каштановые волосы и усы похожие на руль велосипеда, что показалось ему забавным. Джером вышел из комнаты и вернулся через несколько минут с бритой головой (хотя усы он оставил на некоторое время), и сказал: «Мальчик, я выгляжу девчушкой» (англ. Boy, do I look girly), но Хили послышалось слово «Кёрли» («curly» — «кудрявый»), и это прозвище приклеилось к нему. (Хотя существует много различных версий о том, как появился Кёрли.)
«Metro-Goldwyn-Mayer» подписал с Хили и его «балбесами» контракт в 1933 году. Они снимались в художественных короткометражных фильмах вместе, индивидуально, либо их комбинировали с другими актёрами. Трио так же было представлено в серии музыкальных комедийных картин, начиная с «Детская поэзия» (1933), этот короткометражный фильм был одним из немногих фильмов снятых в раннем «техниколоре. Один из них, Ростбиф и фильмы» (1934), был снят с Кёрли, но без Хили и других участников трио. Картины сами по себе были сделаны из переработанных в цвете кадров с номерами, вырезанных из других фильмов «MGM», таких как «Дети с удовольствием» (1930), «Бродвейский Лорд Байрон» (1930) и «Марш времени» (1930). Вскоре появились дополнительные картины (без экспериментов в техниколоре), в их числе «Пиво и крендельки» (1933), «Плоские орехи» (1933), «Тюрьма райских птиц» (1934) и «Большая идея» (1934).
Хилли и компания так же появились и в полнометражных фильмах «MGM» в качестве комической помощи, например: «Повернуть время вспять» (1933), «Знакомство с бароном» (1933), «Танцующая леди» (1933) (где так же снимались Джоан Кроуфорд, Кларк Гейбл, Фред Астер и Роберт Бенчли), «Беглые любовники» (1934) и «Голливудская вечеринка» (1934). Хили и «балбесы» также появились в фильме «Мирт и Мардж» (1933) для «Universal Studios».
В 1934 году, когда у команды истёк контракт с «MGM» и «балбесы» расстались с Хили в профессиональном плане. Согласно автобиографии Мо Ховарда, распад был спровоцирован алкоголизмом и грубостью Хили. Их последний фильм с Хили был «Голливудская вечеринка», после которого Хили и «балбесы» продолжили свой путь уже по отдельности. В 1937 году Хили умер при загадочных обстоятельствах.

### Годы в «Columbia»

#### Мо, Ларри и Кёрли (1934—1946)

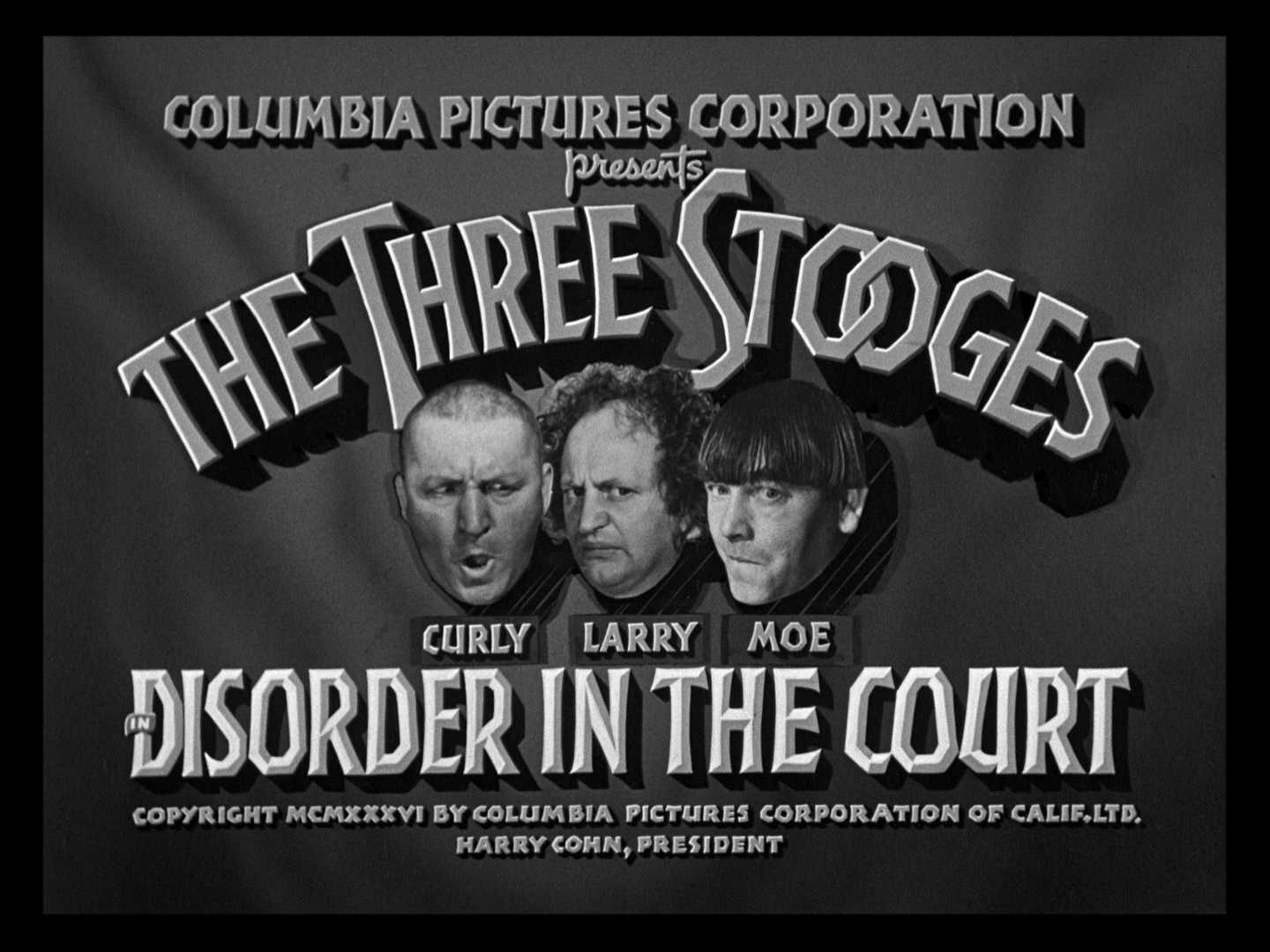
Заставка фильма «Беспорядок в суде» (1936)

В 1934 году трио, получив официальное название «Три балбеса», подписали контракт на съёмки в двух короткометражных фильмах для «Columbia Pictures». Мо писал в своей автобиографии, что каждый из них получал 600 долларов в неделю (10.976 долларов по современным меркам), а контракт был подписан на год, с возможностью его продления. В книге Теда Окуды и Эдварда Ватца «Короткометражные комедии Columbia» (англ. The Columbia Comedy Shorts), «балбесы», как говорилось, получили 1.000 долларов за свой первый фильм для студии «Женоненавистник» (1934), а затем подписали контракт на 7.500 долларов (137.201 долларов) за фильм на троих.
В свой первый год в «Columbia» трио стало очень популярным. Понимая это, президент студии Гарри Кон использовал их в качестве рычага: так как спрос на их фильмы был очень велик, он отказывался предоставлять им картины согласно контракту, если «балбесы» не соглашались на роли в фильмах категории B. Кон также следил, чтобы «балбесы» не были осведомлены о своей популярности. На протяжении 23 лет в «Columbia», «балбесы» не знали, что собирают огромные кассы. Их контракты со студией включали открытый вариант, который должен был обновляться ежегодно, и Кон говорил им, что короткометражные фильмы находились в упадке (ежегодной мантрой Кона была: «Рынок короткометражных комедий на грани вымирания, ребята»). «Балбесы» думали, что их дни сочтены, и что они работают последний год, а Кон продлевал контракт в последний момент. Этот обман держал трио в неведении об их истинной ценности, в результате чего у них не возникали мысли просить об улучшение контракта без ежегодного продления. Тактика паники Кона работала все 23 года: команда ни разу не просила о повышении зарплаты. После того, как они прекратили снимать короткометражки в декабре 1957 года, Мо узнал о тактике Кона, и о том каким ценным товаром были «балбесы» для студии, и сколько миллионов они заработали для них. «Columbia» предложила владельцам кинотеатров целую программу комедий (15-25 картин в год) с участием таких звёзд как Бастер Китон, Энди Клайд, Чарли Чейз и Хью Херберт, но короткометражки «балбесов» были самыми популярными из всех.

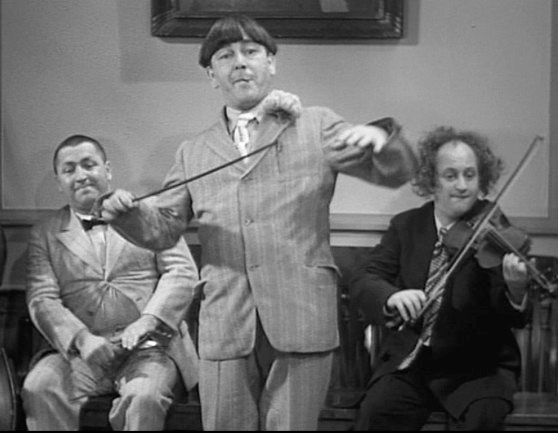
Кадр из фильма «Беспорядок в суде».

«Балбесы» должны были выпускать до восьми короткометражных фильмов в год в течение 40-недельного периода, в оставшиеся 12 недель, они могли спокойно заниматься другой работой, либо проводить время с семьёй, либо гастролировать по стране, в продвижении своего живого выступления. Их трио появилось в 190 и 5 полнометражных и короткометражных фильмах для «Columbia Pictures», значительно опережая своих современников занятых в жанре короткометражек. Дель Лорд был режиссёром более трёх десятков фильмов «балбесов», Жуль Уайт — снял десять картин, а его брат Джек Уайт снял несколько картин под псевдонимом Престон Блэк. Чарли Чейз, звезда немого кинематографа, так же составила компанию Лорду и Уайту.
По словам историков кино Теда Окуды и Эдварда Ватца, авторов «Короткометражные комедии Columbia», фильмы «балбесов», снятые в период с 1935-го и 1941-й годы, были пиком карьеры трио. Почти все созданные ими фильмы стали классикой в своём жанре. В фильме «Хой Поллуй» (1935), основанный на пьесе «Пигмалион», в которой профессор поставил на то, что он сможет превратить некультурное трио в утончённых господ, сюжетная линия была разработана настолько хорошо, что она была повторно использована в фильмах «Праздник дураков» (1947) и «Пироги и парни» (1958). В фильме «Три маленьких пива» (1935) трио было представлено в виде работников на поле для гольфа, которые пытаются выиграть призовые деньги. В фильме «Беспорядок в суде» (1936), команда предстала в виде свидетелей убийства в суде. «Насилие-это девиз Кёрли» (1938) короткометражный фильм в котором была представлена комичная и бессмысленная песня «Свингин алфавит» (англ. Swingin' the Alphabet), которая была основана на ранней версии «Ba-Be-Bi-Bo-Bu». В фильме «Водопроводчиками мы пойдём» (1940), они были представлены в роли сантехников, которые практически разрушили богатый особняк, в результате чего вода лилась из каждого прибора в доме. Другие картины той эпохи, считаются одними из лучших работ команды, из них «Грубые воины» (1935), «Боль в Пулмане» (1936) и «Ложная тревога» (1936), «Власть, ворчание и стоны» (1937), «Няня для неудачников» (1937), «Ошеломлённые доктора» (1937), «Кисти в воздухе» (1938), «Нам нужна наша мумия» (1939), «Чокнутый, но славный» (1940), «Боль в каждой ставке» (1941) и «Сладкий пирог и пирог» (1941).

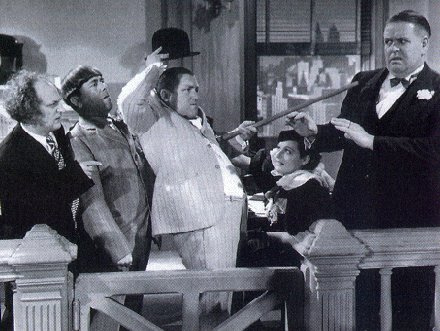
Ларри Файн, Мо Ховард и Кёрли Ховард в фильме «Беспорядок в суде», одна из четырёх часто транслируемых картин.

С наступлением Второй мировой войны, «балбесы» выпустили несколько короткометражек, в которых подшучивали над растущими силами Axis. «Ты нацистский шпион!» (1940), и его продолжение «Я никогда не заболею» (1941), где высмеивали Гитлера и нацистов в то время, когда Америка была ещё на нейтральной стороне. Мо был представлен как «Мо Хейлстон» изображающий Адольфа Гитлера, Кёрли играл Германа Геринга (изобилующего медалями), а Ларри — якобы посла, Иоахима фон Риббентропа. Фильмы были любимыми картинами самих «балбесов», а также их поклонников. Мо, Ларри, а также режиссёр Жуль Уайт считали «Ты нацистский шпион!» своим лучшим фильмом. По словам Окуды и Ватца, эти работы поспособствовали сознательно бесформенному и не посредственному стилю словесного юмора, который не был сильной стороной у «балбесов».
В других их комедиях о войне присутствуют свои ключевые моменты, картина «Балбесы в Конго» (1943) (считается самой жёсткой короткометражкой в плане шуток), а также «Выше чем воздушный змей» (1943), «Возвращение с фронта» (1943), «Мужчины без гроша» (1944), и анти-японское «Иго на меня» (1944). Однако фильмы военного времени, снимались массово, и явно не соответствовали стандартам. «Нет богатых мальчиков» (1944), часто называли лучшей из остальных военных комедий. Команду, одетую как японские солдаты для фотосессии, ошибочно принимают за настоящих диверсантов нацистского главаря (Вернон Дент был основой этого фильма). Изюминкой фильма были «балбесы», занимающиеся бессмысленной гимнастикой (настоящие шпионы — известные акробаты), для скептически настроенной группы вражеских агентов.
Эпоха Второй Мировой Войны привела к росту затрат на производство, что привело к сокращению количества сложных шуток, наружных съёмок, и запасов Дель Лорда в торговле. Таким образом, качество фильмов (особенно тех, где режиссёром был Лорд) было заметно лишь после 1942 года. Согласно Окудо и Ватцу, такие фильмы как «Сумасшедший хороший мальчик» (1942), «Что за Матадор?» (1942), «Детские носки» (1942), «Не могу дождаться» (1943) и «Жемчужное варенье» (1943), считаются менее качественными работами, чем предыдущие фильмы. «Шумный призрак» (1943) ремейка «Тайны великого пирога» (англ. The Great Pie Mystery) (1931) Мака Сеннета, считался худшим фильмом «балбесов» из-за повторяющихся и перефразированных шуток. «Три умные уловки» (1942), считается более лучшим фильмом, переделанной с картины Гарольда Ллойда «Первокурсник» (1925), в котором костюм Кёрли трещит по швам, когда тот находится на танцполе.

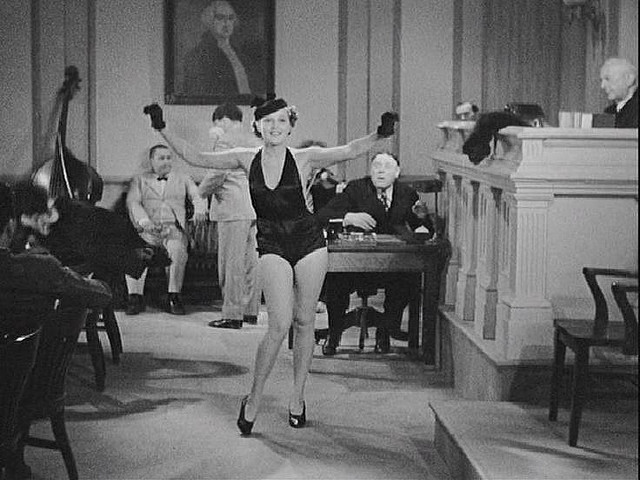
Гейл Тэмпест (Сюзанн Каарен), танцует в зале суда. Кадр из фильма «Беспорядок в суде».

«Балбесы» иногда появлялись и в полнометражных фильмах, хотя, как обычно, их роли были эпизодическими. Большинство их коллег, либо переходили от короткометражных фильмов в полнометражные (Лорел и Харди, Братья Ритц), либо играли главные роли в своих собственных фильмах (Братья Маркс, Эбботт и Костелло). Тем не менее, Мо полагал, что юмор в стиле подстрекательства лучше работал в короткометражных фильмах. В 1935 году «Columbia» предложила им снять полнометражный фильм, но Мо отверг эту идею, сказав: «Это тяжёлая работа придумывать, переписывать или переделывать чужие шутки для наших комедий с двумя бобинами (короткометражный фильм) в „Columbia Pictures“, нет необходимости тратить семь бобин (полнометражный фильм). Мы можем делать короткометражные фильмы из материала необходимого для главных ролей, и тогда мы не сможем знать, будет ли это достаточно смешно».
Критики называли Кёрли, самым популярным членом команды. Его детские манеры и естественное комедийное очарование (прежде у него не было актёрского опыта) поражало зрителей, особенно детей и женщин (последние обычно находили в нём юного подростка с грубоватым юмором). Тот факт, что Кёрли пришлось побрить голову для одной из ролей, заставило его чувствовать себя не привлекательным для женщин. Чтобы замаскировать свою неуверенность, он ел и пил до отвала всяких раз, когда «балбесы» выступали на публике, что составляло приблизительно семь месяцев в год. В результате чего, в 1940-х годах, его вес стал очень большим, и его кровяное давление стало опасно высоким. Бурный образ жизни Кёрли и постоянное употребление алкоголя, настигли его в 1945 году, в результате чего его выступления стали слабее.

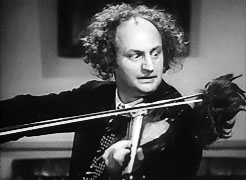
Ларри и парик судьи, в фильме «Беспорядок в суде».

Во время пятимесячного перерыва с августа 1945-го по январь 1946-го, трио обязалось выпустить полнометражный фильм, а затем двухмесячные концерты в прямом эфире в Нью-Йорке, с выступлениями по семь дней в неделю. Кёрли вступил в катастрофический третий брак в октябре 1945 года, что привело к расставанию в январе 1946-го и к разводу в июле того же года. Этот несчастный союз подорвал его и без того хрупкое здоровье. После возвращения «балбесов» в Лос-Анджелес в конце ноября 1945 года, Кёрли был лишь отражением своего прежнего «я». У них было два месяца, чтобы отдохнуть приступить к работе в «Columbia» в конце 1946 года, но состояние Кёрли было не утешительным. У них было 24 дня на работу, в течение следующих трёх месяцев, но восемь недель свободного времени не смогли спасти ситуацию. В последних шести короткометражках начиная с «Обезьяна-бизнесмен» (1946) и заканчивая «Праздник дураков» (1947), Кёрли был серьёзно болен, и изо всех сил пытался отыграть даже самые простые сцены.
В последний день съёмок в фильме «Праздник дураков» (1947), 6 мая 1946 года Кёрли перенёс серьёзный удар прямо на съёмочной площадке, закончив этим свою 14-летнюю карьеру. Ребята надеялись на полное восстановление, но Кёрли больше никогда не появлялся в фильмах, за исключением одного эпизода в фильме «Держи этого льва!» (1947) после того как Шемп вернулся в трио. Это был единственный фильм, в котором одновременно снялись все четыре «балбеса» (трое братьев Ховард и Ларри). По словам Жуля Уайта эта аномалия произошла, когда Кёрли однажды посетил съёмочную площадку, и Уайт попросил его сделать это ради удовольствия. (Эпизодическое появление Кёрли было разыграно в ремейке «Добыча и зверь» (1953)).
В 1949 году Кёрли снялся в маленькой сцене в картине «Злоба во дворце» (1949), в роли повара ресторана, но сцены с его участием были удалены из фильма. Копия сценария Жуля Уайта, содержал диалог из этой вырезанной сцены, сохранился кадр со съёмок этого фильма, персонаж Кёрли так же присутствует на постере фильма.

#### Возвращение Шемпа (1946—1955)

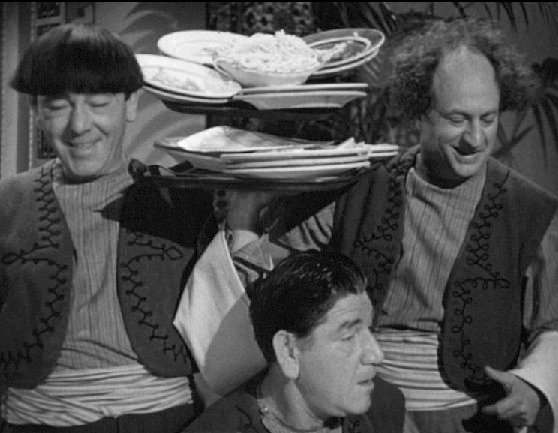
Балбесы с Шемпом (в центре), в фильме «Злоба во дворце» (1949).

Мо попросил своего старшего брата Шемпа занять место Кёрли, но Шемп не решался присоединиться к «балбесам», поскольку наслаждался успешной сольной карьерой. Но в итоге он понял, что если он не присоединится к ним, то это будет означать конец кинокарьеры Мо и Ларри. Шемп был уверен, что его возвращение к «балбесам» временное, и что он покинет их, сразу как Кёрли поправится. Однако его здоровье продолжало ухудшаться, и стало ясно, что он не сможет вернуться. Продюсер Жуль Уайт попросил комика Бадди Хэкетта, стать заменой Кёрли, но он отказался, и Шемп остался в трио. Кёрли оставался болен, до самой своей смерти из-за кровоизлияния в мозг, от очередного приступа 18 января 1952 года.

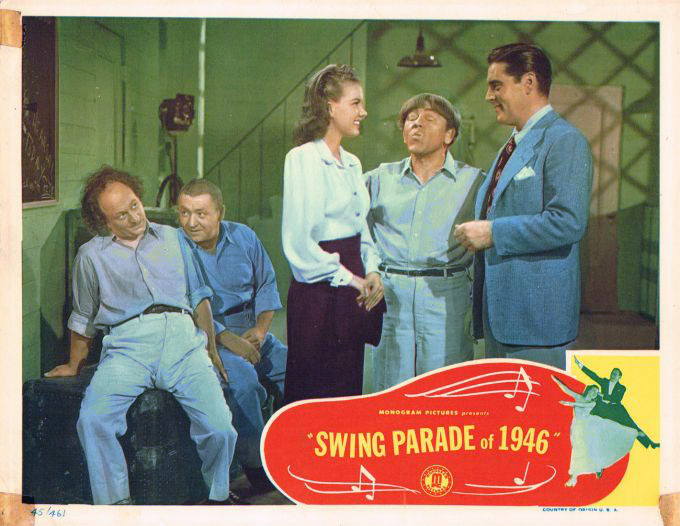
Плакат фильма «Парад качелей 1946 года».

Шемп появился с «балбесами» в 76 короткометражных фильмах, а также в малобюджетном полнометражном «вестерне Золотоискатели» (1951), где экранное время было равномерно распределено и на ковбоя, которого играл Джордж О’Брайен. Возвращение Шемпа сделало лучше качество фильмов, поскольку предыдущие несколько картин были омрачены вялым выступление Кёрли. Такие фильмы как «На Западе» (1947), «Эскадроны круглого стола» (1948) и «Энергичный ковбой» (1950) показали, что Шемп может держать заданную планку. Новый продюсер Эдвард Берндс, который присоединился к команде в 1945 году, когда Кёрли заболел, убедился, что персонажи и сюжетные линии разработанные для Кёрли, не соответствовали Шемпу, и он позволил комику разработать свой собственный персонаж. Тем не менее Жуль Уайт продолжал использовать стиль комедии «живой мультфильм», который царил во время эпохи Кёрли. Уайт заставлял либо Шемпа либо Мо, выполнять приколы и манеры, созданные Кёрли, в результате чего это выглядело тусклым подражанием. Из-за этого он создал дискуссию «Кёрли против Шемпа», которая затмила его образ после ухода Кёрли. «Балбесы» потеряли часть своего обаяния и неотъемлемую привлекательность для детей, после того как Кёрли завершил карьеру, но некоторые лучшие фильмы были произведены совместно с Шемпом, идеальным сольным артистом, который часто выступал наилучшим образом, когда ему позволяли самостоятельно играть и импровизировать.

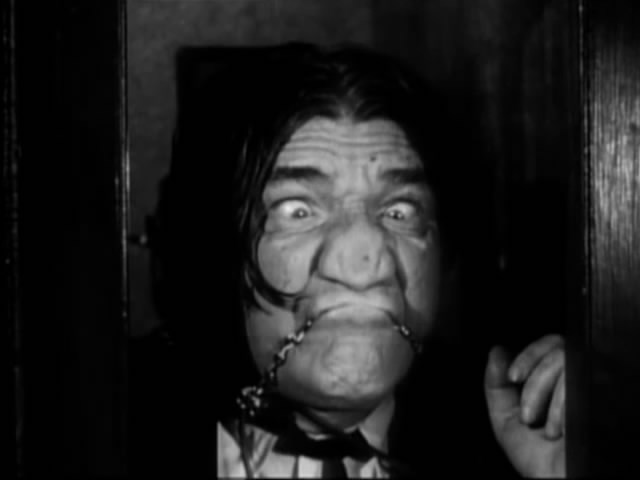
Шемп Ховард в фильме «Жених без невесты» (1947)

Фильмы эпохи Шемпа сильно отличаются от картин эпохи Кёрли, в основном благодаря индивидуальным режиссёрским стилям Берндса и Уайта. С 1947 по 1952 годы Берндс снял ряд успешных фильмов, в том числе «Ночь страха» (1947), «Горячие шотландцы» (1948), «Мамины куклы» (1948), «Преступление на их руках» (1948), «Стукач во времени» (1950), «Три арабских ореха» (1951) и «Джентльмены в джеме» (1952). Две из лучших картин, разработанные Берндсом были «Жених без невесты» (1947) и «Кто это сделал?» (1949). Уайт так же приложил руку, к нескольким замечательным картинам как «Держи этого льва!» (1947), «Фокус-покус» (1949), «Взбитые мозги» (1951), «Упущенная удача» и «Корни Казановас» (1952).

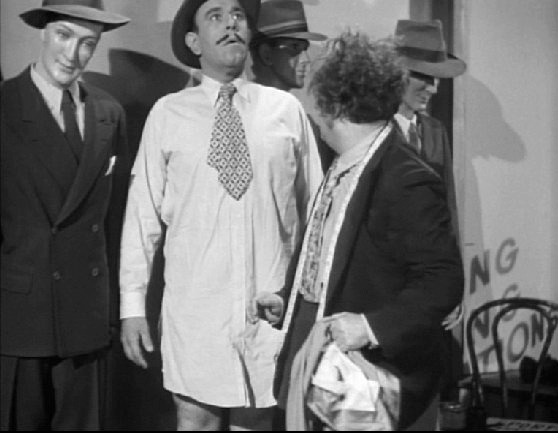
Кадр из фильма «Поющие песню о шести штанах» (1947). Ларри замечает, что в одном из манекенов, есть что-то человеческое.

Ещё одним преимуществом эпохи Шемпа было то, что Ларри давали больше экранного времени. На протяжении большего времени эпохи Кёрли, Ларри выступал на втором плане, но к тому времени, когда Шемп присоединился к «балбесам», Лари получал равное количество времени, став даже центральной фигурой в таких фильмах как «Топливо повсюду» (1949) и «Он приготовил себе гуся» (1952). Годы Шемпа так же ознаменовали собой важное событие — первое появление трио на телевидении. В 1948 году они были приглашены в знаменитое ток-шоу Милтона Берла «Техасский звёздный театр», а также в шоу Мори Амстердама «Шоу Мори Амстердама». К 1949 году, команда сняла пилотный выпуск для телеканала «ABC», собственного еженедельного телевизионного сериала под названием «Дураки на все руки». «Columbia Pictures» заблокировала выходы серий ещё на производстве, но их юмор пользовался большим спросом на телевизионных станциях, которым нужно было заполнить эфирное время, и студия позволила им появляться в эфире, в качестве гостей. Команда появилась в «Камел-комеди-караван» (англ. Camel Comedy Caravan) (так же известный как «Шоу Эда Уинна» (англ. The Ed Wynn Show)), «Час с Кейт Смит» (англ. The Kate Smith Hour), «Час комедии от Колгейт», «Шоу Фрэнка Синатры» (англ. «The Frank Sinatra Show), «Театр комедии Эдди Кантора» (англ. The Eddie Cantor Comedy Theatre), и другие шоу.

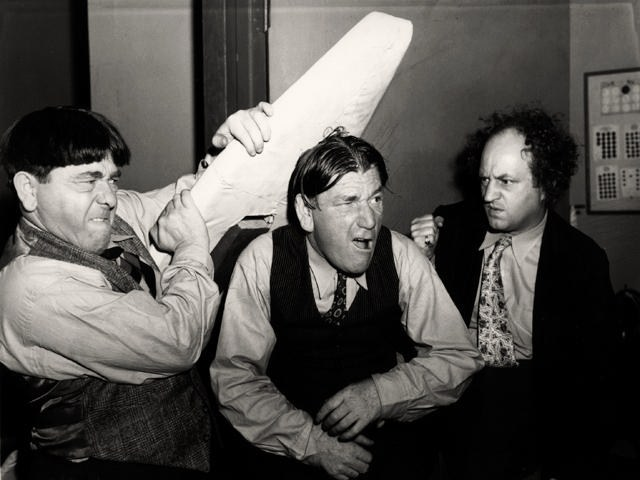
Мо, Шемп и Ларри в фильме «Поющие песню о шести штанах».

В, 1952 году, «балбесы» потеряли несколько ключевых людей в «Columbia Pictures». Студия решила сократить производство короткометражных фильмов, в результате чего продюсер Хью МакКолам был уволен, а режиссёр Эдвард Берндс ушёл со студии, из-за солидарности к нему. Берндс некоторое время думал об уходе со студии, так как у него часто возникали разногласия с Жулем Уайтом. Сценарист Элвуд Уллман последовал его примеру, остался только Уайт, чтобы снять оставшуюся часть комедий для «Columbia». Вскоре после этого качество фильмов команды заметно снизилось, так как Уайт тогда полностью контролировал производство. Критик «DVD Talk» Стюарт Гэлбрейт IV прокомментировал, что «короткометражки „балбесов“ стали более механическими... и часто использовали жёсткие шутки, для поддержания истории и характеристики». Производство фильмов значительно сократилось, когда прежде, на съёмки уходило 4 дня, то теперь съёмки длились 2-3 дня. В другой мере, для сокращения расходов, Уайт создал новый стиль, заимствуя кадры из прежних фильмов, сопоставляя их в несколько иной сюжетной линии и снимая несколько новых сцен, зачастую с теми же актёрами и в тех же костюмах. Изначально Уайт был очень утончённым, когда перерабатывал кадры из прежних фильмов: он использовал только одну последовательность прежнего фильма, проделанную с таким умом, что это было очень нелегко обнаружить. Более поздние короткометражки были дешевле, и переработанные кадры более заметны, до 75 % времени фильм состоял из старых кадров. Уайт стал так много полагаться на старый материал, что новый он снимал всего за один день. Новые кадры снятые исключительно для того, что бы связать старый материал, пострадали от безжизненного стиля режиссуры Уайта, и его склонности говорить своим актёрам, как они должны себя вести. Шемп, очень не любил работать с Уайтом после 1952 года.

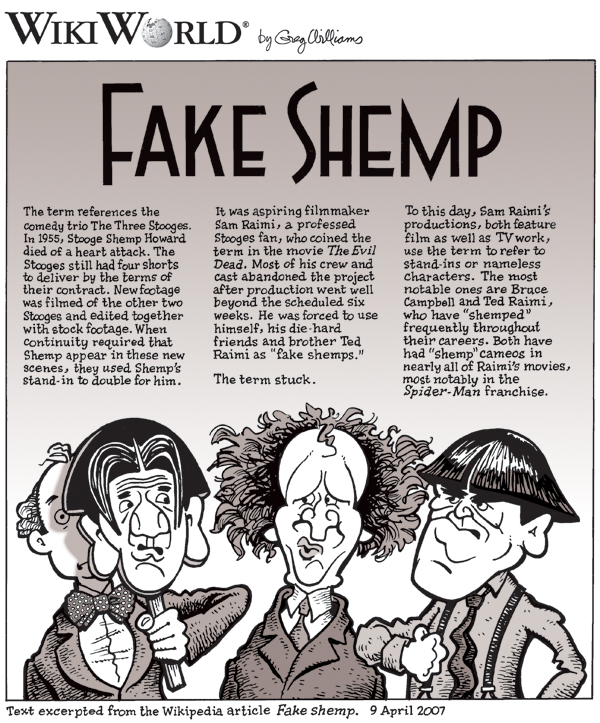
Карикатура на поддельного Шемпа

Спустя три года после смерти Кёрли, 22 ноября 1955 года, в возрасте 60 лет, от сердечного приступа умирает Шемп, возвращаясь с другом, домой в такси, после боксёрского поединка. Ошеломлённый этой новостью Мо, уже думал о распаде «балбесов». Однако Кон напомнил ему, что команда должна снять для «Columbia» ещё четыре фильма с Шемпом. Переработанные кадры в сочетании с новыми, с использованием Джо Пальма, в качестве двойника Шемпа, снимая его сзади, были использованы для завершения четырёх фильмов, изначально запланированных с Шемпом: «Переполох в гареме», «Горячая штучка», «Коварство интригана», «Шум над океаном» (выпущенные в 1956 году).

#### Джо Бессер заменяет Шемпа (1956—1958)
После смерти Шемпа, Мо и Ларри снова нуждались в третьем «балбесе». Несколько юмористов были рассмотрены на эту роль и даже афро-американец Мантан Морлэнд, но «Columbia» настаивала на том, что нужен, человек с контрактом со студией. Они решили оставить Джо Бессера, который снимался в последних короткометражных фильма «Columbia». Бессер играл главные роли в своих короткометражных комедиях для студии с 1949 года, а также появлялся и во второстепенных ролях в других картинах, что сделало его достаточно известным персонажем.
Бессер отметил, что его лицо наравне с Ларри Файном, было «надоедливым», поэтому в его контракте был пункт, который запрещал ему часто появляться на экране (хотя позже, это ограничение было снято). Бассер был единственным, за исключением Кёрли, кто мог ударить Мо в ответ. «Я обычно играл персонажей такого рода, который мог ударить другого человека» — вспоминал Бессер.
Несмотря на изобилие фильмов, и успехи в сценической карьере Бессера, фильмы «балбесов» с его участием часто отмечались как самые слабые работы команды. Во время его пребывания, фильмы подвергались нападкам, как сомнительные молодёжные комедии, и стали напоминать фильмы для телевидения. Ситкомы, в то время, были популярны на телевидении, что сделало короткометражные фильмы, своеобразным возвращением к ушедшей эпохе. Бессер был талантливым комиком, и был известен в роли «Вонючки» в ситкоме «Шоу Эбботта и Костелло» (1952—1954). Однако его скулящие манеры, не очень сочетались с фирменным юмором «балбесов», хотя его присутствие действительно придавало вербальное общение между Мо и Ларри, что улучшало их взаимно оскорбительные шутки. Времена изменились, и Бессер был не виноват за качество окончательных записей, сценарии были лишь повторением ранее предпринятых усилий, бюджеты ниже, а преклонный возраст Мо и Ларри, не позволял им снимать «физические комедии», которые были их торговой рамкой. Бессер предложил, Мо и Ларри изменить внешний вид — причесаться, чтобы придать им более джентльменский образ. И Мо и Жуль Уайт одобрили идею, но использовали её сдержанно, чтобы соответствовать кадрам из старых фильмов, которые являлись ремейками.

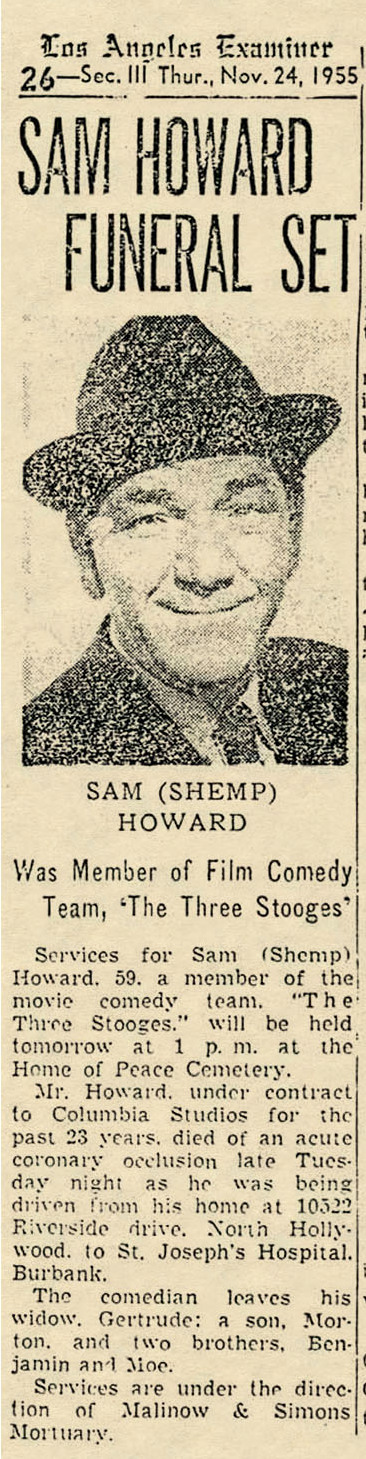
Некролог Шемпа Ховарда в «Los Angeles Examiner», 24 ноября 1955 года.

Несмотря на плохую репутацию, в короткометражках Бессера, действительно присутствовали свои комедийные моменты. В общем, ремейки имели традиционные взгляды и чувство стиля «балбесов», такие как «Пироги и парни» (1958) (ремейк сцен из фильма «Праздник дураков» (1947), который сам ранее был переделанным фильмом «Хой Поллуй» (1935)), «Оружие Поппин» (1957), «Рыжий Ромео» (1957) и «Тройное пересечение» (1959). Они отличались от таких картин, как «Копыта и болваны» (1957), «Кататься на лошади» (1957), «Мышцы немного ближе» (1957), которые в основном напоминали ситкомы той эпохи. «Веселая путаница» (1957), «Хороша нефть, которая не кончается» (1958), одинаково забавны, в то время как музыкальный фильм «Сладкий и горячий» (1958), заслуживает некоторое признание за отклонение от привычной нормы. Американское космическое увлечение привело к трём фильмам про космос «Космический корабль Сэппи» (1957), «Космический испуг» (1957) и «Летающая тарелка Даффи» (1958).
«Columbia» была последней студией, которая ещё финансировала короткометражные фильмы с живыми выступлениями и двумя бобинами (в других студиях в 1960-е году всё ещё делали анимированные фильмы на одну бобину, и последнее появление «балбесов» в прямом эфире был сериал Джо МакДокса, в 1956 году) после чего такие фильмы потеряли свою актуальность. В результате чего студия решила не продлевать контракт с «балбесами», после того как он истёк в декабре 1957 года. Последним фильмом стала комедия «Летающая тарелка Даффи», снятый 19-20 декабря 1957 года. Несколько дней спустя «балбесы» были бесцеремонно уволены из «Columbia Pictures» после 24 лет создания малобюджетных короткометражек.
Никаких официальных прощаний, или чествовавших церемоний, в знак признания их работ и денег, которые студия заработала на их комедиях, не было. Мо посетил студию через несколько недель после этого, чтобы попрощаться с некоторыми руководителями. Но из-за просроченного пропуска, во въезде на студию ему было отказано, позже он заявил, что это было сокрушительным ударом по его гордости.
У студии было достаточно завершённых фильмов «балбесов», которые были выпущены в течение следующих 18 месяцев, хотя и не в том порядке, в котором они были произведены. Последний фильм «балбесов» «Глупый боец с быками» (1959), не выходил на экраны до 4 июня 1959 года. Не имея активного контракта Мо и Ларри обсудили планы на тур с личными выступлениями. Тем временем жена Бессера перенесла небольшой сердечный приступ, и он предпочёл остаться дома, что привело к его уходу из «балбесов».
После ухода Бессера, Мо и Ларри начали искать потенциальную ему замену. Ларри предложил, на замену Пола Гарнера, основываясь на его ранних выступлениях, но Мо, позже заметил, что он «совершенно неприемлем». Несколько недель спустя он натолкнулся на бурлеск-исполнителя Джо Дерита и решил, что тот находится в хорошей форме.

### Возвращение с Джо Дерита (1958—1970)
В первые дни телевидения у киностудий было место, для разгрузки резервов короткометражных фильмов, которые считались немаркированными (не годными для продажи), а фильмы «балбесов» казались идеальными для процветающего жанра. «ABC» проявила к ним интерес ещё в 1949 году, приобретя эксклюзивные права на 30 короткометражек трио, поставив в эфир пилот для потенциального сериала «Дураки на все руки». Тем не менее, возрождённый успех на телевидении для таких имён как «Лорел и Харди», «Вуди Вудпекер», «Моряк Попай», «Том и Джерри» и сериал «Наша Банда», в конце 1950-х годов, привело к тому, что «Columbia» снова заработала деньги на «балбесах». В сентябре 1958 года дочерняя компания «Columbia» предложила «Screen Gems» пакет, состоящий из 78 фильмов «балбесов» (в основном эпохи Кёрли), которые были очень хорошо приняты. В апреле 1959 на рынок вышли ещё 40 короткометражек, а к сентябрю 1959, все 190 фильмов регулярно выходили в эфир. С таким количеством фильмов, доступных для эфира, ежедневные телевизионные трансляции обеспечивали сильное воздействие, направленное на детей. Родители, которые росли, смотря те же самые фильмы в кинотеатрах, начинали смотреть их вместе со своими детьми, и вскоре Ховард, Файн и Дерита начали пользоваться большим спросом. После того как было обнаружено, что короткометражки эпохи Кёрли были самыми популярными, Мо предложил Дерита побрить голову, чтобы подчеркнуть его небольшое сходство с Кёрли Ховардом. Сначала он подстригся под «ёжик», а потом побрился полностью, став, таким образом, став Кучерявым Джо.

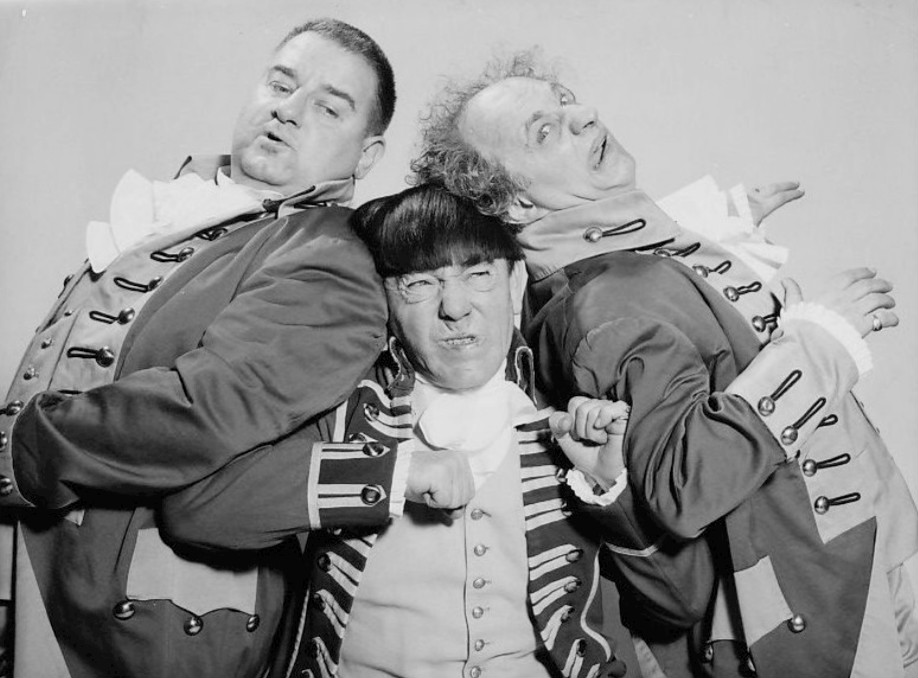
Балбесы с Кучерявым Джо (слева), 1959 год.

Этот состав, который тогда уже часто упоминался как «Ларри, Мо и Кучерявый Джо», снялся в шести полнометражных фильмах с 1959 по 1965 годы: «Есть ракета — полетим» (1959), «Белоснежка и три балбеса» (1961), «Три балбеса встречают Геркулеса» (1962), «Три балбеса на орбите» (1962), «Три балбеса в изумлении совершают кругосветное путешествие» (1963), «Преступники наступают» (1965). Фильмы были нацелены на детскую аудиторию, и большинство из них были чёрно-белыми лёгкими комедиями, за исключением «Белоснежка и три балбеса», детской цветной сказки. Они так же появились в эпизодических ролях в роли пожарных (которых Мо, Ларри и Шемп играли в фильме «Суп с орехами» (1930)) в фильме «Этот безумный, безумный, безумный, безумный мир» (1963), а также в более крупных ролях в фильме «Четверо из Техаса» (1963), главные роли в которых играли Фрэнк Синатра и Дин Мартин. В начале 1960-х годов «балбесы» были одними из самых популярных и высокооплачиваемых артистов, выступающих вживую, в Америке.
«Балбесы» также пробовали свои силы в другом еженедельном телесериале 1960 года под названием «Записки трёх балбесов», снятым в техниколоре и с закадровым смехом. Первый эпизод «Домашняя кухня» (англ. «Home Cooking»), было своеобразной репетицией для нового телевизионного шоу. Как и «Дураки на все руки» в 1949 году, пилот не окупился. Тем не менее Норман Морер смог повторно использовать кадры (переработав их в чёрно-белый вариант), в течение первых десяти минут для фильма «Три балбеса на орбите».
В 1965 году трио так же сняли 41 выпуск комедийных скетчей для «Новые три балбеса», в которых представлена серии из 156 короткометражных мультфильмов, созданных для телевидения. «Балбесы» появлялись в фильмах о съёмках, которые предшествовали каждому анимационному фильму, в которых они озвучивали своих персонажей.
В этот период «балбесы» появились на многочисленных телевизионных шоу, в том числе «Шоу Стива Аллена», «Вот Голливуд», «Маскарадная вечеринка», «Шоу Эда Салливана», «Дэнни Томас встречает комиксы» (англ. «Danny Thomas Meets the Comics»), «Шоу Джои Бишопа», «Прочь, чтобы увидеть мастера» а так же «Правда или действие».

### Заключительные годы (1970—1975)
В конце 1969 года Ховард, Файн и Дерита начали производство получасовых видео, на этот раз для синдицированного 39-серийного сериала под названием «Тур чудаков» (1969—1970). В сериале комбинировали комедию с путешествиями, в котором пенсионеры — «балбесы» путешествовали в разные части мира. 9 января 1970 года, во время съёмок пилотного выпуска Ларри перенёс инсульт, из-за чего закончилась его актёрская карьера и планы на телесериал. Выпуск был незакончен и несколько ключевых моментов исчезли, но продюсер Норман Морер смонтировал доступные кадры и сделал 52-минутный выпуск, который был выпущен на видеокассете в 1974 году. Это был последний фильм, в котором снялись «балбесы», и последнее известное выступление команды.
После инсульта Ларри Файна были планы, что Эмил Ситка заменит его в новом полнометражном фильме, написанным внуком Мо Ховарда Джеффри Скотом, под названием «Любовь, а не война» (англ. Make Love, Not War). В котором Мо Ховард, Джо Дерита и Эмил Ситка, были взяты в плен и казнены в японском лагере, во время Второй мировой войны, планируя побег с другими заключёнными. Фильм немного отличался, от других фильмов «балбесов», с чёрным юмором и сценами военного насилия, но недостаточное финансирование не позволило производству продвинуться дальше сценария.
После этого, в 1970 году Джо Дерита нанял ветеранов водевиля Фрэнка Митчелла и Муси Гарнера, чтобы отправиться в турне как «Новые три балбеса». Гарнер, десятилетиями ранее, работал с Тедом Хили в качестве «замены „балбесов“», и в 1958 году рассматривался как замена Джо Бессеру. Митчел так же заменял Шемпа как «третий балбес» в бродвейской пьесе 1929 года, и снялся в двух короткометражных фильмах трио в 1953 году. Выступления были неудачными и с малыми заказами. К тому времени жена Мо, уговаривала его закончить карьеру, в силу его возраста. В течение следующих лет Мо регулярно появлялся на ток-шоу и выступал в колледжах, а Дерита спокойно ушёл на покой.
Ларри перенёс ещё один инсульт в середине декабря 1974 года, а через четыре недели — ещё более тяжёлый. После чего он впал в кому, и умер неделю спустя, 24 января 1975 года от кровоизлияния в мозг.
До смерти Ларри, «балбесы» планировали сняться в фильме «Пылающие стюардессы», с рейтингом R, Мо и Кучерявый Джо с Эмилем Ситкой, который должен был играть второстепенную роль Гарри, брата Ларри. Команда подписала контракт, и даже были сделаны рекламные снимки, но за неделю до съёмок, у Мо был диагностирован рак лёгких, и «балбесам» пришлось отступить от проекта, он умер 4 мая 1975 года. Продюсер Сэм Шерман немного рассматривал бывшего «балбеса» Джо Бессера на его место, но в конечном итоге отказался от этой идеи. Братья Риц заменили «балбесов» и выполняли большую часть их действий, включая точный танец, впервые показанный в «Пой, детка, пой» (1936), в главной роли которого был лидер «балбесов» Тед Хили.
Что касается остальных замещающих «балбесов», Джо Бессер умер от сердечной недостаточности 1 марта 1988 года, а Джо Дерита умер от пневмонии 3 июля 1993 года. Эмиль Ситка, который был заявлен как «балбес», но как таковой никогда не выступающий, умер 16 января 1998 года, через шесть месяцев после перенесённого им инсульта.

## Наследие и перспективы

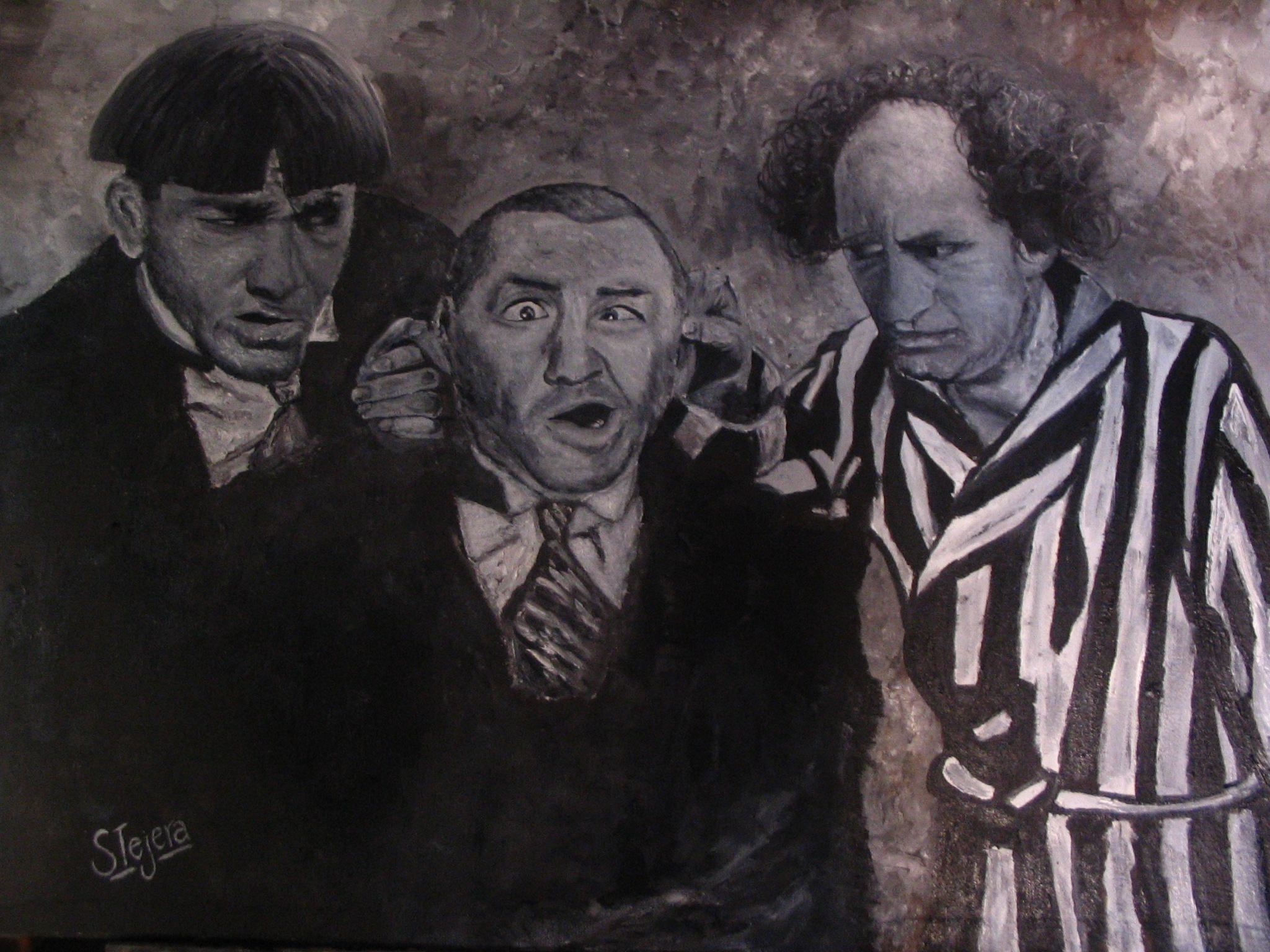
Портрет Трёх балбесов

Спустя полвека с момента выхода последнего короткометражного фильма, «Три балбеса» оставались популярными среди зрителей. Их фильмы никогда не покидали американское телевидение с первого их появления в 1958 году, и они продолжали восхищать старых поклонников, а также привлекали новых зрителей. Они были трудолюбивой группой комедиантов, которые никогда не были любимцами среди критиков, своими долговечными работами, которые пережили несколько кадровых изменений в своей карьере, которые навсегда оставили в стороне менее стойкие работы. «Балбесы» не просуществовали бы так долго как единое целое, без направляющей руки Мо Ховарда.
Книга Теда Окуды и Эдварда Ватца «Короткометражные комедии Columbia», рассматривает наследие «балбесов» с критической точки зрения:
Многие научные исследования комедийных фильмов полностью игнорировали «Трёх балбесов» - и не без обоснованных рассуждений. Эстетически, "балбесы" нарушали все правила, составляющие "хороший" комедийный стиль. Их персонажам не хватало эмоциональной глубины Чарли Чаплина и Харри Лэнгдона, они никогда не были такими остроумным и утончёнными как Бастер Китон. Они не были достаточно дисциплинированными, что бы выдерживать длинные комедийные эпизоды, слишком часто они были готовы приостановить небольшое повествование картины, чтобы вставить множество своих шуток. Почти каждое помещение, которое они использовали (пародии вестернов, фильмы ужасов, костюмированные мелодрамы), были сделаны для лучшего эффекта другими комедиантами. И всё же, несмотря на огромные художественные трудности, они были ответственны за некоторые из лучших комедий, когда-либо созданных. Их юмор был самой неистинной формой комедии, они не были великими новаторами, но как практикующие быстрый смех, они занимали второе место. Если общественное мнение является каким-либо критерием, то "балбесы" были правящими королями комедии более пятидесяти лет.
Начиная с 1980-х годов, «балбесы», наконец, стали получать признание критиков. Релиз почти всех их фильмов на DVD к 2010 году, позволило критикам оценить уникальный стиль комедии, который привнести в команду Джо Бессер и Джо Дерита — часто получаемые значимые отрицательные реакции. Кроме того, рынок DVD, позволил фанатам, самим пересмотреть все фильмы «балбесов», как отдельные периоды их длительной и выдающейся карьеры. А, не сравнивая несправедливо, одного «балбеса» с другим (обсуждение Кёрли vs. Шемп продолжаются по сей день).
Команда снялась в 220 фильмах, самое большее 190 короткометражных фильмов, сделанные ими в «Columbia Pictures», этот период является самой длительной работой команды. Известный американский телеведущий Стив Аллен в 1984 году сказал: «Хоть они никогда и не получали большого признания среди критиков, им удалось добиться того, что они всегда намеревались сделать: они заставили людей смеяться».

## Составы в кино
| Годы      | Мо        | Ларри     | Шемп      | Кёрли     | Джо       | Кучерявый Джо |
| --------- | --------- | --------- | --------- | --------- | --------- | ------------- |
| 1930—1932 | зелёная ✓ | зелёная ✓ | зелёная ✓ |           |           |               |
| 1932—1946 | зелёная ✓ | зелёная ✓ |           | зелёная ✓ |           |               |
| 1946—1955 | зелёная ✓ | зелёная ✓ | зелёная ✓ |           |           |               |
| 1956—1958 | зелёная ✓ | зелёная ✓ |           |           | зелёная ✓ |               |
| 1958—1970 | зелёная ✓ | зелёная ✓ |           |           |           | зелёная ✓     |

Мо Ховард
Настоящее имя: Моисей Гарри Хорвиц
Дата рождения: 19 июня 1897 года
Дата смерти: 4 мая 1975 года (77 лет)
Причина смерти: рак легких
Годы в «балбесах»: 1922—1970
Ларри Файн
Настоящее имя: Луис Фейнберг
Дата рождения: 5 октября 1902 года
Дата смерти: 24 января 1975 года (72 года)
Причина смерти: Инсульт
Годы в «балбесах»: 1925—1970
Шемп Ховард
Настоящее имя: Сэмюэл Хорвиц
Дата рождения: 11 марта 1895 года
Дата смерти: 22 ноября 1955 года (60 лет)
Причина смерти: сердечный приступ
Годы в «балбесах»: 1922—1932, 1946—1955
Кёрли Ховард
Настоящее имя: Джером Лестер Хорвиц
Дата рождения: 22 октября 1903 года
Дата смерти: 18 января 1952 года (48 лет)
Причина смерти: кровоизлияние в мозг
Годы в «балбесах»: 1932—1946
Джо Бессер
Дата рождения: 12 августа 1907 года
Дата смерти: 1 марта 1988 года (в возрасте 80 лет)
Причина смерти: сердечная недостаточность
Годы в «балбесах»: 1956—1958
Кучерявый Джо
Настоящее имя: Джозеф Уорделл
Дата рождения: 12 июля 1909 года
Дата смерти: 3 июля 1993 года (в возрасте 83 лет)
Причина смерти: пневмония
Годы в «балбесах»: 1958—1970

## Фильмография
«Три балбеса» за всю карьеру снялись в 220 фильмах. Из этих 220, 190 короткометражных фильмов были сняты на «Columbia Pictures», именно по ним «Три балбеса» лучше всего известны сейчас. Их первый фильм для студии — «Женоненавистник», премьера которого состоялась 5 мая 1934 года. Их контракты продлевались каждый год, пока последний не истёк 31 декабря 1957 года. Последние 8 из 16 короткометражек с Джо Бессером были выпущены в течение следующих 18 месяцев. Премьера последнего фильма «Глупый боец с быками» состоялась 4 июня 1959 года.

## C3 Entertainment, Inc

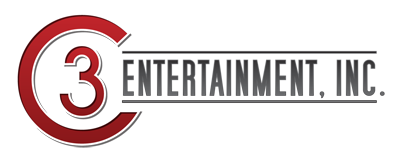
Логотип компании «C3 Entertainment, Inc»

«Comedy III Productions» (позднее «C3 Entertainment, Inc») — американская развлекательная и лицензированная кампания, основанная в 1959 году, Мо, Ларри и Джо Деритой, чтобы управлять всеми деловыми и торговыми сделками команды. На протяжении всей карьеры «Трёх балбесов» Мо Ховард был как основной творческой силой, так и бизнес-менеджером, однако при этом, каждый из создателей имели равные доли. «C3 Entertainment» была в основном на заднем плане, и совместно с зятем Мо, Норманом Морером интересами фильмов, управляла комедийная группа «Normandy Productions» а так же делами мерчандайзинга в «Norman Maurer Productions». Норман Маурер умер от рака в 1986 году.
В 1994 году наследники Ларри и Джо подали иск о нарушении контракта семьёй Мо, а именно Джоан Ховард Морер и её сын Джеффри, который унаследовал бизнес «NMP/Normandy». В иске говорилось, что семья Ховард обманула семью Дериты и Файн, в их долях владения. Ховард был обязан выплатить 2,6 млн долларов США за ущерб: 1,6 млн долларов было возмещено семье Джо Дерита, а оставшиеся 1 млн долларов были разделены между четырьмя внуками Файна. Интересы семьи Файн и Дериты были представлены адвокатом калифорнии Бела Лугоши мл.
Результат судебного иска 1994 года, привёл к восстановлению «C3» с тремя владельцами Файн, Ховард и Дерита. Преемники Дерита получили доверенность на долю Ховарада, предоставив им контроль над руководством компании. Пасынки Дериты, Роберт и Эрл Бенджамин стали старшими руководителями «C3», а Лугоши младший — членом исполнительного совета в течение многих лет. Бенджамин позже объединил компанию, и «C3» в настоящее время является владельцем всех трёх торговых марок «Трёх балбесов» и мерчандайзинга. Внук Ларр, и Эрил Ламонд является владельцем 1/3 доли в компании.
«C3» так же представляет такие личности и бренды Ричи Валенс и Биг Боппер, последний из которых разрешён через его невестку Патти Ричардсон (вдова сына Джея Ричардсона). Благодаря руководству над брендами «Биг Боппер» и «Ричи Валенс», «C3 Entertainment» продвигает кавер-группу «Winter Dance Party» в турне, соперничавших в конечном итоге с трагичным концертным туром с участием Валенса, Бига Боппера и Бадди Холли.

## Телевидение

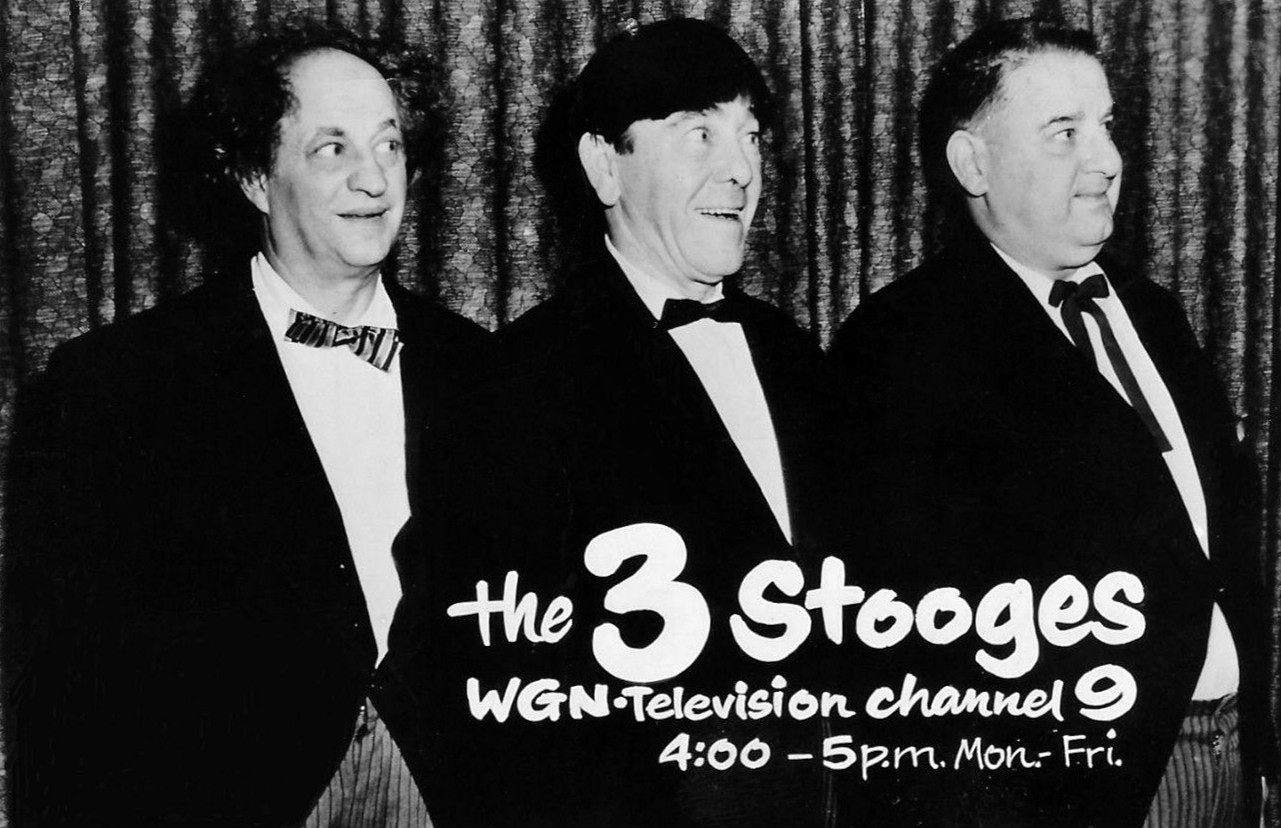
Ларри, Мо и Кучерявый Джо, в рекламе 1962 года, рекламирующей их ранние короткометражки. Примечательно, что Дерита, не снялся ни в одном из этих фильмов.

Несколько короткометражных фильмов команды, впервые транслировались по телевидению в 1949 году на Американской широковещательной компании («ABC»). Только в 1958 году «Screen Gems» купил права на 78 картин, для национальной трансляции, пакет постепенно расширялся, чтобы охватить всю видеотеку из 190 картин. В 1959 году «KTTV» в Лос-Анджелесе купила фильмы трио, для коллекции, но к началу 1970-х годов соперничающая станция «KTLA» начала транслировать фильмы «балбесов», сохраняя график трансляций до начала 1994 года. «The Family Channel» транслировал картины ребят, как часть телевизионной программы, с 19 февраля 1996 по 2 января 1998 годы. В конце 1990-х «AMC» обладала правами на трансляции фильмов «Трёх балбесов», изначально транслировав их картины в программе под названием «Театр балбесов» (англ. Stooges Playhouse). В 1999 году он был заменён программой под названием «N.Y.U.K» (New Yuk University of Knuckleheads) (рус. Нью-Йоркский университет болванов), ведущим которой был комик и актёр Лесли Нильсен. В этой программе были показаны три случайных фильма «балбесов». Нильсен проводил программу в качестве преподавателя колледжа, известного как профессор Балбесологии (англ. Professor of Stoogelogy), который преподавал студентам лекции по «Трём балбесам». В программе транслировалось несколько картин, часто сгруппированных по теме, например, аналогичные фишки, используемые в разных фильмах. Хоть передача и была закрыта после того, как «AMC» обновила свой формат в 2002 году, телекомпания по-прежнему транслировала короткометражки «балбесов». Трансляция на «AMC» закончилась, когда «Spike TV» в 2004 году начала транслировать их в своей передаче «Счастливый час „балбесов“» (англ. Stooges Slap-Happy Hour) каждую субботу и воскресенье утром. 6 июня 2005 года теле сеть начала запускать «Счастливый час „балбесов“» в качестве одночасовой летней комедийной передачи, которая закончилась 2 сентября 2005 года. К 2007 году телесеть прекратила транслировать передачу. Несмотря на то, что «Spike» некоторое время выпускал короткометражки «балбесов», некоторое время после прекращения трансляции, по состоянию на конец апреля 2008 года, картины команды полностью исчезли из расписания телесети. На телеэкраны «Три балбеса» вернулись 31 декабря 2009 года на канале «AMC», начиная с марафона «Обратный отсчёт с „Балбесами“» (англ. Countdown with the Stooges). «AMC» так же планировала разместить несколько эпизодов на своём веб-сайте в 2010 году. Короткометражные фильмы «балбесов» были самыми известными в Чикаго, как часть полуторачасового шоу поздним вечером на «WGN-TV», ведущего Бобом Беллом в 1960-х годах.

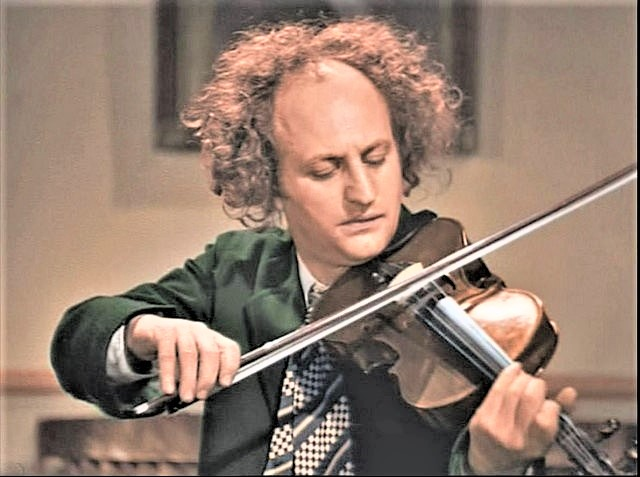
Колоризированный кадр из фильма «Беспорядок в суде»

с 1990-х годов «Columbia», и преемник её телевизионного подразделения «Sony Pictures Television», решили лицензировать короткометражные фильмы «балбесов» для кабельных сетей, исключая показ фильмов на местном широковещательном телевидении. Однако две станции в Чикаго и Бостоне, несколько лет назад, подписали долгосрочные контракты на синдикацию с «Columbia», и отказались их разрывать. Таким образом, «WMEU-CD» в Чикаго транслировал все 190 короткометражек «Трёх балбесов» в субботу после обеда и в воскресенье вечером до 2014 года. А «WSBK-TV» в Бостоне транслировала короткометражные и полнометражные фильмы как ежедневный «марафон в канун Нового года. KTLA» в Лос-Анджелесе перестала показывать картины в 1994 году, но вернула их трансляцию в 2007, в рамках специального ретро-марафона, посвящённого 60-летию станции. С тех пор оригинальные 16-миллиметровые кинофильмы «балбесов», иногда транслировалась в рамках мини-марафона в праздничные дни. «Antenna TV», сеть вещания на цифровых подканалах местных вещательных станций (принадлежащая «Tribune Broadcasting», которая так же владеет «KTLA»), начала транслировать их фильмы, при запуске сети 1 января 2011 года, которые показывали многочасовыми блоками в выходные дни до 29 декабря 2012 года. Большинство фильмов так же транслируются по сети, через дистрибьюторское соглашение с «Sony Pictures Entertainment», (чья дочерняя компания «Columbia Pictures» выпустила большинство фильмов «балбесов»). В то время как сеть перестала регулярно транслировать фильмы «балбесов» с 2013 по 2015 годы, их иногда показывали как дополнение, если картина была короткой, а также в праздничные дни. Однако короткометражки вернулись к регулярной трансляции на «Antenna TV» 10 января 2015 года.
Некоторые фильмы были колоризированны двумя отдельными компаниями. Первые цветные DVD-релизы, которые распространяла «Sony Pictures Home Entertainment», были подготовлены «West Wing Studios» в 2004 году. В следующем году «Legend Films» колоризировал короткометражки из публичного доступа, «Злоба во дворце» (1949), «Поющие песню шести штанов» (1947), «Беспорядок в суде» (1936) «Жених без невесты» (1947). «Беспорядок в суде» и «Жених без невесты» так же появляются на двух колонизированных релизах «West Wing». В любом случае короткометражки производства «Columbia» (помимо фильмов публичного доступа), обрабатывались «Sony Pictures Entertainment», а картины «MGM» принадлежат «Warner Bros.», через их подразделение «Turner Entertainment». «Sony» представила 21 одну картину на своей веб-платформе «Crackle», вместе с одиннадцатью на «Minisode». Между тем, права на полнометражные фильмы «балбесов» принадлежат студиям, которые изначально их выпускали («Columbia»/«Sony» для «Columbia films» и «20th Century Fox» для «Fox films»).

## Домашнее видео
В период с 1980 по 1985 годы «Sony Pictures Home Entertainment» и «RCA/Columbia Pictures Home Video», выпустили 13 томов «Трёх балбесов» на «VHS», «Betamax», «LaserDisc» и «CED», каждая из которых содержала по три короткометражных фильма. Эти фильмы были позже переизданы на «VHS», компанией преемником «Columbia TriStar Home Video», между 1993 и 1996 годами, с переизданием на «DVD» в период с 2000 по 2004 годы.
30 октября 2007 года «Sony Pictures Home Entertainment» выпустила 2-дисковый «DVD» под названием «„Три балбеса“ коллекция. Том 1: 1934—1936». Коллекция содержит картины первых трёх лет, когда «балбесы» работали в «Columbia Pictures», впервые все 190 короткометражек были выпущены в оригинальном порядке на «DVD». Кроме того, каждая картина была ремастирована в высоком разрешении, впервые для фильмов трио. Предыдущие выпуски «DVD» были созданы по тематике (военное время, история, работа и т. д.) и имели плохие продажи. Поклонники и критики, выразили похвалу «Sony» за то что, наконец, они уделили фильмам «балбесов», должное внимание. Один из критиков утверждал, что
«Три балбеса» на «DVD» были настоящим бракованным миксом, смесью из невосстановленных названий и не логичных записей. Это новый... комплект... кажется, первым скоординированным усилием классифицировать их огромный объём работы в хронологическом порядке со многими картинами, которые увидят в цифровом варианте впервые.
Критик «Videolibrarian.com» добавил:
Наконец студийные болваны поняли это! Путь, который прошли "балбесы", и который был представлен на домашнем видео, был настоящим плевком в лицо, и тычком в глаза поклонникам. Новые выпуски были антологизированы, раскрашены и опубликованы в общественных местах, а так же переизданы с другим качеством. Настоятельно рекомендую!.
Критик Джеймс Плат из «DVDtown.com» добавил:
«Спасибо, «Sony», за то, что наконец-то любезно предоставили этим иконам «Columbia Pictures» такие ретроспективные «DVD», которые они заслужили. Обновленные в «High Definition», и предоставленные в хронологическом порядке, эти короткометражные картины теперь дают поклонникам оценить развитие одной из самых успешных комедийных команд в истории.
Хронологическая серия оказалась успешной, и «Sony» потратила немного времени на подготовку следующих выпусков. «Том 2: 1937—1939» был выпущен 27 мая 2008 года, три месяца спустя 26 августа вышел «Том 3: 1940—1942». Спрос превысил предложение, показав «Sony», что у них в руках выгодное дело. В результате чего, всего через два месяца после 3 части, 7 октября 2008 года, вышел «Том 4: 1943—1945». Глобальный финансовый кризис приостановил график выхода после четвёртого тома, «Том 5: 1946—1948» вышел 17 марта 2009 года. Пятый том — первый выпуск, в котором вместе с «балбесами» был представлен Шемп Ховард, и последний где показали Кёрли Ховарда. «Том 6: 1949—1951» был выпущен 16 июня 2009, а «Том 7: 1952—1954» 10 ноября 2009 года. Седьмой том включал в себя трёхмерные очки, для двух картин: «Шпионы» (1953) и «Простите мой ответный огонь» (1953). В 2013 году, трёхмерные версии этих картин в томе, были удалены. «Том 8: 1955—1959» был выпущен 1 июня 2010 года. Этот том стал последним в коллекции, после чего выпуск их фильмов подошёл к концу. В 8 томе, вместо 2 дисков было 3, этот том, стал последним, где был Шемп Ховард, а также первый и единственный, где был показан Джо Бессер. Впервые в истории все 190 картин «Трёх балбесов» стали доступными для публики, не обрезанными и не отредактированными.
5 июня 2012 года был выпущен 20-дисковый DVD-бокс под названием «Три балбеса: Полный набор» (англ. The Three Stooges: The Ultimate Collection), в котором были все 190 короткометражных картин с 1 по 8 том, включая дополнительный бонусный материал.

## Музыка
- Несколько инструментальных мелодий были сыграны, перед началом картин в разное время. Наиболее часто использовались темы:
  - Стихотворная часть песни эпохи Гражданской войны «Слушая насмешки птиц» (англ. Listen to the Mocking Bird), исполненную в комичной стиле, со звуками птиц и т. д. Впервые она была исполнена в «Простите мой шотландский», девятый короткометражный фильм, выпущенный в 1935 году. До этого фильма вступительная тема менялась и, как правило, была связана с сюжетной линией.
  - «Три слепых мышонка», начиная с 1939 года, в медленном темпе, плавно переходящая в фильм (получившее свое название из-за «скользящих строк»), часто заканчивалась «джазовым» стилем в конце фильма. В середине 1942 года, была ещё одна свободная версия, в более быстром темпе и с аккордеоном.
- В «Columbia» тема, к короткометражке «Женоненавистник» (1934) была выполнена в рифме, в основном зачитанная (не поющая), в ритме ярко подчёркнутого джаза на протяжении всего фильма, но с некоторыми ключевыми строками. Она была шестой в «музыкальных новинках» тематических короткометражек, и заслужила своё место в топе из первых пяти фильмов. Запомнилась как «Моя жизнь, моя любовь, моё всё» (англ. My Life, My Love, My All), хотя изначально её название было «Наконец-то!» (англ. At Last!) по фильму «Ум-Па» (англ. Um-Pa)
- «Свингин алфавит» (англ. Swingin' the Alphabet) в фильме «Насилие-это девиз Кёрли» (1938) — пожалуй, самая известная песня, которую исполняли «балбесы» в кино.
- «Балбесы» разбили на три гармоничных части песню «Слёзы» (англ. Tears) — «Вы никогда не знали, что такое слезы» (англ. You Never Never Know Just What Tears Are). Она звучала в фильмах «Конские ошейники» (1935), «Они идут погружаться» (1939) (в этом фильме мелодия была исполнена Бадом Джемисоном) и «Стрельба из лука» (1936). Оригинал песни, была написан Мо, Ларри, Шемпом, бывшим «балбесом» Тедом Хили и Фредом Сэнборном[англ.], и впервые прозвучал в фильме «Суп с орехами» (1930).
- «Секстет Лючии» (англ. Lucia Sextet) (Оригинал: «Кто держит меня в этот момент?» (итал. Chi mi frena in tal momento?) из оперы «Лючия ди Ламмермур», автором которой был Гаэтано Доницетти, (была объявлена Ларри как «Секстет от Лючии» (англ. The Sextet from Lucy)), синхронизировался на проигрывателе с помощью губ, и был исполнен «балбесами» в «Микрофоны» (1945). Та же мелодия снова появляется в «Эскадроны круглого стола» (1948) в виде мелодии «О, Элейн, вы можете выйти сегодня вечером?» (англ. Oh, Elaine, can you come out tonight?). «Микрофоны» так же включает в себя вальс Иоганна Штрауса II «Весенние голоса» (нем. Fruhlingsstimmen) оp. 410. Другой вальс Штрауса «На прекрасном голубом Дунае» (нем. An der schönen blauen Donau) был исполнен в «Муравьи в кладовой» (1936) и «Симфония ударов» (1934).
- Песня «Фредрик Марч» (названная в честь актёра), была любимой продюсера Жуля Уайта[англ.], и звучала по меньшей мере в семи различных Колумбийских короткометражках:
  - «Термиты 1938 года» (1938) — «балбесы» играли эту песню на скрипке, флейте и на бас-гитаре, пытаясь привлечь внимание мышей.
  - «Почтительный, но немой» (1941) — Кёрли прячется внутри напольного радио и играет песню на видоизменённой гармошке.
  - «Три маленьких Твирпа» (1943) — проигрывается в качестве фоновой музыки в цирке, в то время как Мо и Кёрли продают билеты.
  - «Ожидания квартирантов» (1944) — Кёрли играет эту песню на тромбоне, чтобы успокоить оборотня, который приходит в ярость когда слышит музыку.
  - «Мужчины без гроша» (1944) — три девушки исполняют акробатические номера на сцене, пока играет эта песня.
  - «Джентльмены в джеме» (1952) — у Шемпа и Мо появляются проблемы с радио, которое не перестаёт проигрывать эту песню.
  - «Простите мой ответный огонь» (1953) — песня играет по радио в автомобиле.
- В начале 1960-х годов группа Мо-Ларри-Кучерявый Джо записала несколько музыкальных альбомов. Большинство песен были детскими прибаутками. Среди всех более популярными были записи «Делая запись» (англ. Making a Record) (сюрреалистическая поездка на студию звукозаписи, построенная вокруг песни «Иди поговори с тётушкой Мэри» (англ. Go Tell Aunt Mary)), «Три маленьких рыбки» (англ. Three Little Fishes), «Все, что я хочу на Рождество, это мои два передних зуба» (англ. All I Want for Christmas Is My Two Front Teeth), «Украсьте зал» (англ. Deck the Halls), «Майрзи Доатс» (англ. Mairzy Doats) и «Я хочу бегемота на Рождество» (англ. I Want a Hippopotamus for Christmas).
- В 1983 году группа «Jump 'n the Saddle Band» записала песню под названием «Шаффл для Кёрли» (англ. The Curly Shuffle), в которой рассказывалось о любви исполнителей к «балбесам», смешанная с хором, некоторыми резкими фразами и звуковыми эффектами. В середине 1980-х эта песня стала популярным хитом, для болельщиков «Нью-Йорк Метс», она проигрывалась на трибунах стадиона «Shea Stadium», болельщики всякий раз, небольшими группами, танцевали под неё, когда песня играла между подачами. Музыкальное видео, в котором представлены моменты из короткометражек «балбесов», так же было включено в качестве бонуса на одном из релизов «RCA/Columbia VHS».

Три полнометражных релиза «Columbia», были фактически собраны из старых короткометражных фильмов студии. «Columbia Laff Hour» (введённая в 1956 году) был произвольным ассортиментом, который включал «балбесов» среди других комиков «Columbia», таких как Энди Клайд, Хью Херберт и Вера Вейг, их содержание и длительность варьировалась от одной пьесы к другой. «Фан-о-рама трёх балбесов» (англ. Three Stooges Fun-O-Rama) (представленная в 1959 году), было своеобразным шоу, запечатлевшее их известность на телеэкранах, с короткометражками, выбранными наугад, для отдельных пьес. «Безумие трёх балбесов» (англ. The Three Stooges Follies) (1974) был похож на живое выступление, где к комедиям трио были добавлены фильмы Бастера Китона, Веры Вейг, последовательные серии Бэтмена и мюзиклы Кейт Смит.

## Музей
Гэри Лассин, внучатый племянник Ларри Файна, открыл «Stoogeum» в 2004 году, в отреставрированном архитектурном бюро в Спринг Хаус, штат Пенсильвания, в 25 милях (40 км) к северу от Филадельфии. Экспонаты музея заполняют три этажа площадью 10 000 квадратных футов (930 м²), в том числе и театр на 85 мест. Редактор книги «Балбесология: Очерки о трёх балбесах» (англ. Stoogeology: Essays on the Three Stooges) признался, что «Stoogeum» имеет «больше материала, чем я себе представлял». Ежегодно музей посещают 2500 человек, большинство во время ежегодно сбора «Фан-Клуба Трёх балбесов» (англ. Three Stooges Fan Club) в апреле.

## В других средствах массовой информации

### На телевидении
В дополнение к неудачным сериалам на телевидении «Дураки на все руки», «Записки трёх балбесов» и незавершённому «Тур чудаков», «балбесы» появились в мультсериале «Новые три балбеса», который длился с 1965 по 1966 годы. В этом сериале было представлено сочетание из 41 сегмента, которые использовались в качестве обложки к 156 анимированным короткометражкам «балбесов». «Новые три балбеса» стали единственным постоянным телевизионным шоу в истории для «балбесов». В отличие от других короткометражных фильмов, которые транслировались на телевидении, таких как «Looney Tunes», «Том и Джерри» и «Моряк Попай», у которых никогда не было регулярной трансляции на телевидении. Когда «Columbia/Screen Gems» лицензировала библиотеку фильмов для телевидения, трансляция фильмов проходила любым способом, которые выбирали местные станции (например: ночное «дополнение» материала между окончанием последнего фильма и временем выхода канала в эфир, в этих сеансах, их короткометражки транслировались друг за другом в течение одного, полутора или двух часов). К 1970-м годам некоторые местные станции с транслировали короткометражки «Columbia» и «Новые три балбеса» в этих же трансляциях.
Ещё один анимационный сериал, созданный «Hanna-Barbera», под названием «Роботизированные балбесы» (1977—1978) первоначально рассматривался как успешная часть сериала «Скейтбордисты» (англ. The Skatebirds), в котором участвовали Мо, Ларри и Кёрли (озвученные Полом Уинчеллом, Джо Бэйкером и Фрэнком Уэлкером, соответственно) в качестве бионических супергероев мультфильма с выдвижными конечностями, похожих на более позднюю версию «Инспектора Гаджета». «Роботизированные балбесы» позже транслировали как отдельную получасовую серию, под названием «Три роботизированных балбеса» (англ. The Three Robonic Stooges) (за эти полчаса были показаны два сегмента «Три роботизированных балбеса» и один сегмент «Низкочастотная и хныкающая, собака-детектив» (англ. Woofer & Whimper, Dog Detectives), последний из переизданных эпизодов «Clue Club», более ранней версии мультсериала «Hanna-Barbera»).
9 июня 2015 года, «С3 Entertainment» объявила о партнёрстве с «Лондонской производственной компанией Cake Entertainment» и анимационным домом «Titmouse, Inc.», чтобы создать новый анимационный сериал «Три балбеса», состоящих из 52, 11-минутных эпизодов. Кристи Каракас (соавтор сериала «Супертюрьма!») снял пилотный выпуск с исполнительными продюсерами Эрлом и Робертом Бенджамином, Крисом Прайноски, Томом ван Вавереном и исполнительным продюсером Эдвардом Гальтоном. Сериал был представлен потенциальным покупателем на рынке «Международным фестивалем анимационных фильмов в Анси».
В 2000 году, давний фанат «балбесов» Мел Гибсон, выступил продюсером телевизионного фильма «Три балбеса» (2000) о жизни и карьере комиков. Роль Мо исполнил Пол Бен-Виктор, Эван Хэндлер, исполнил Ларри, Джон Кассир — Шемпа, а Майкл Чиклис исполнил роль Кёрли. Фильм был снят в Австралии и был выпущен на канале ABC. Он был основан на популярной биографии Майкла Флеминга «Три балбеса: от объединения идиотов до американских идолов». Нелестное изображение героя Теда Хили, заставило его сына дать интервью в СМИ, он назвал фильм ошибочным. К дополнительным ошибкам относится что, в фильме было показано как Мо Ховард опустился, после аннулирования контракта с «Columbia», где его оставили работать в качестве посыльного на студии, хотя раньше он, его братья и Ларри работали там актёрами. На самом деле Мо осторожнее всех относился к своим деньгам, и умело их инвестировал. Он и его жена Хелен владели благоустроенным домом на Toluca Lake, в котором они воспитывали своих детей.

#### Другие упоминания
- 13 октября 1967 года, в эпизоде «Кто боится матушки?» (англ. Who's Afraid of Mother Goose?) в сериале «Мир Диснея» (англ. World of the Disney) на канале ABC — антологии сериала «Прочь! Чтобы увидеть волшебника» (англ. Off to See the Wizard), «балбесы» появились в роли трёх мужчин в ванной.
- Два эпизода «Новые дела Скуби-Ду» от «Hanna-Barbera», на канале CBS, с участием анимированных «балбесов» в качестве приглашённых звёзд: «Ужасный призрак» (англ. Ghastly Ghost Town) (9 сентября 1972 г.) и «Призрак красного барона» (англ. The Ghost of the Red Baron) (18 ноября 1972 г.).
- В 1980 году в сериале «МЭШ» Карл Винчестер проявляет неуважение, к трём корейским врачам называя их «Мо, Ларри и Кёрли» на что те отвечают, что они («балбесы») являются «высокоуважаемыми людьми в Штатах». После того, как Винчестеру прихватило спину, и он не смог облегчить боль обычными методами (в реальной жизни он получил бы автоматические исключение из армии США), полковник Поттер, просит корейских врачей попробовать иглоукалывание (к большому разочарованию Винчестера), которое ему помогает. После лечения один из врачей говорит ему «Неплохо для трёх балбесов, а?», намекнув на его плохое отношение к корейским врачам.
- В эпизоде «Остерегайся Крипера» (англ. Beware the Creeper) сериала «Новые приключения Бэтмена», Джокер отступает после быстрой битвы с Бэтменом в своё укрытие. Он обращается к своим помощникам: «Мо? Ларр? Кёр?», прежде чем понять, что их там нет. Вскоре после этого Бэтмен сталкивается с этими тремя головорезами в зале бассейна. У них были характерные причёски и акценты, похожие на те, что были у Мо, Ларри и Кёрли. Эти помощники появлялись в эпизодах, на протяжении всего сериала.

### В кино
Фильм о «балбесах» под названием «Три балбеса», начал производство 14 марта 2011 года компанией «20th Century Fox», и был поставлен братьями Фаррели. Содержание фильма было таким, что один из критиков назвал его «производственный ад». Фаррели, которые хотели снять фильм с 1996 года, сказали, что они не собирались снимать биографический фильм или ремейк, а вместо этого сделать три новые эпизода о «балбесах». Фильм разбили на три непрерывных эпизода, действие которых разворачивается в наши дни и вращается вокруг героев.
Кастинг главных персонажей оказался трудным для студии. Первоначально планировалось, что Шон Пенн сыграет Ларри, Бенисио дель Торо исполнит роль Мо, а Джим Керри — Кёрли. И Пенн и дель Торо покинули проект, но вернулись, пока не было сделано официального подтверждения о Джиме Керри. Когда в интервью, для фильма «Человек-волк» на «MTV News» дель Торо спросили, он сказал, что будет играть роль Мо. Затем ему задали вопрос, кто будет играть Ларри и Кёрли в фильме, он ответил, что он всё ещё думает, что Шон Пенн и Джим Керри будут играть эти роли, хотя добавил: «Но пока ничего неизвестно». В статье «The Hollywood Reporter», говорилось, что Уилл Сассо сыграет Кёрли в предстоящей комедии и, что Хэнк Азариа был лидером, среди кандидатов, сыграть роль Мо. Сассо в конечном итоге получил роль Кёрли, Шон Хейс, из сериала «Уилл и Грейс» исполнил роль Ларри Файна, в то время как Крис Диамантополос получил роль Мо. Позже к актёрскому составу присоединилась Джейн Линч, сыграв монахиню. Фильм был выпущен 13 апреля 2012 года, и собрал в прокате более 54 миллионов долларов по всему миру.
7 мая 2015 года было анонсировано продолжение, в котором Шон Хейс, Крис Диамантополос, и Уилл Сассо, снимутся в прежних ролях. Камерон Фэй был нанят для написания сценария. Производство планировали начать в 2018 году.
3 февраля 2016 года, студия «C3» анонсировала новый экшен/приключенческий фильм под названием «Три маленьких балбеса». Где главные роли играли Горди де Сен-Джор, Лиам Доу, и Люк Кларк, в качестве 12-летних версий Мо, Ларри и Кёрли (соответственно). Первый фильм, который заложил основу для будущих фильмов и телевизионных спин-оффов, начал своё производство в ноябре 2017 года и ожидалось, что будет выпущен в 2018 году. Сценарий написал Харрис Голдберг, а Шон МакНамара стал режиссёром. Бюджет фильма составлял 5,8 млн. 19 июля 2017 года «C3» начал искать краудфандинга, для оплаты части бюджета. В августе 2017 года они превысили минимальную цель в $50,000.

### Игры
В 1984 году «Gottlieb» выпустил аркадную игру «Три балбеса в поисках невест» (англ. The Three Stooges in Brides is Brides). В игре представлены цифровые образцы голосов ребят. В начале игры, до трёх игроков управляют Мо Ховардом, Ларри Файном, и Кёрли Ховардом. Игроки должны помочь трём балбесам найти своих невест Кору, Нору и Дору, которые были похищены безумным учёным. Во всех комнатах, игроки должны найти три скрытых ключа, чтобы разблокировать выход. С мешающими им людьми и полицейскими, игроки разбираются в стиле балбесов: удары по лицу, удары молотком и всегда надёжный — кремовый пирог в лицо. В бонусных раундах игроки должны избегать кислых нот от оперного певца, а также полицейских, попутно собирая три ключа для выхода. В лаборатории безумного учёного, игроки могут спасти только одну невесту, прежде чем они смогут найти двух других. После того как все невесты спасены игра начинается заново.
Позже в 1987 году, разработчики игр «Cinemaware» выпустили успешную компьютерную игру «Три балбеса» (англ. The Three Stooges), доступную для «Apple IIGS», «Amiga», «Commodore 64», «MS-DOS» и «Nintendo Entertainment System» (NES). Гейм-дизайнер Джон Каттер разработал игру, как настольную. Сюжет игры заключается в том, что ребята зарабатывают деньги в мини-играх, выполняя нестандартные задания, чтобы предотвратить продажу детского дома. Мини игры основаны на различных фильмах балбесов. К ним относится соревнование по поеданию крекеров (по мотивам «Почтительный, но немой»), боксёрский поединок («Симфония ударов»). Игроки выбирают мини-игры синхронизируя нажатие кнопки, поскольку рука случайным образом указывает на различные символы, представляющие внутриигровые события, включая не интерактивные, которые могут увеличивать или убавлять общее количество денег балбесов. Каждое событие занимает один игровой день, всего у игроков есть 30 игровых дней, чтобы заработать как можно больше денег. Рука постепенно ускоряется от одного дня к следующему, но её можно замедлить, приземлившись в пространство, которое позволяет Мо избивать Ларри и Кёрли. Игрок должен избегать мышеловок, которые могут повредить пальцы на руке. Попав в 4 таких мышеловки, игра немедленно завершается, независимо от количества пройденных дней. Возможны несколько вариантов различных концовок игры, в зависимости от количества денег, заработанных игроком. Они варьируются от банковского взыскания в приюте из-за неспособности балбесов собрать достаточно денег, чтобы заплатить арендную плату, до приюта, который был спасён и отремонтирован, а балбесы женятся на трёх дочерях владельца. В эту игру был заложен звук из оригинальных фильмов, она стала достаточно популярной, и была переиздана для «Game Boy Advance» в 2002 году, а также для консолей «PlayStation» в 2004.
У трёх балбесов так же есть адаптация игровых автоматов, созданная «Realtime Gaming».
В 1986 году компания «Pressman Toy Corporation», выпустила видео-игру, в которой использовались несколько классических клипов «балбесов».

### Комиксы
За всё время было выпущено несколько комиксов про «балбесов»:
- «St. John Publications» опубликовала первые комиксы «Три балбеса» в 1949 году, в двух изданиях, а затем снова в 1953-54 годах, выпустила 7 изданий.
- «Dell Comics» опубликовала серию «Три балбеса», сначала как первые выпуски в своей линейки четырёхцветных комиксов, из 5 изданий. После чего они выпустили ещё ряд таких изданий (№ 6-9), с № 10 комиксы были опубликованы под заголовком «Gold Key Comics». Под «Gold Key» публикация изданий продолжалась до выпуска № 55 в 1972 году.
- Затем «Gold Key Comics» опубликовали серию «Маленькие балбесы» (англ. Little Stooges) (7 изданий, с 1972 по 1974 гг.) с сюжетом и рисунками Нормана Морера, зятя Мо. В этой серии были представлены приключения трёх вымышленных сыновей «балбесов», как своего рода современные версии подростков-персонажей.
- «Eclipse Comics» опубликовала серию «Трёхмерные три балбеса» (англ. Three-D Three Stooges) (3 издания, с 1986 по 1987 гг.), в котором переиздавались истории из серии публикаций «St. John».
- «Malibu Comics» выпустила пару комиксов переиздав истории из «Gold Key Comics» в 1989 и 1991 годах.
- «Eternity Comics» опубликовала один комикс под названием «Три балбеса в 3-D» (англ. The Three Stooges In 3-D) в 1991 году, выпуск стал переизданием четырёх выпусков из серий «Gold Key».
- «Bluewater Comics» в 2011 году выпустила биографический комикс, который проследил за жизнью и карьерой ребят.

### Граммофонные пластинки
Начиная с 1959 года «Три балбеса» начали появляться в записях на граммофонных пластинках. Их первая пластинка была с частотой вращения 45-об/мин, с единственной песней «Есть ракета — полетим» (англ. Have Rocket, Will Travel). Трио выпустило дополнительные синглы и пластинки на лейблах «Golden Records», «Peter Pan Records» и «Coral Records», смешивая приключенческие альбомы с исполнением детских песен и рассказов. Их последней записью была «Мишка Йоги или Три балбеса встречают безумного, безумного, безумного доктора Нет-Нет» (англ. Yogi Bear and the Three Stooges Meet the Mad, Mad, Mad Dr. No-No) 1966 года, которая включила «Трёх балбесов» в состав мультфильма «Мишка Йоги».

### Радио
Станция «Sirius XM Radio» провела целый выпуск о «балбесах», с ведущим Томом Бергероном, выпуск прошёл в пятницу, 31 июля 2009 года, в 14:00, на канале Sirius Howard 101. В эфире было представлено интервью, которое Бергерон провел ещё в возрасте 16 лет, когда учился в средней школе в 1971 году. Телеведущий хранил эти кассеты в течение многих лет, но во время интервью с Ховардом Стерном, его уговорили, принести их на студию и включить в выпуск.
Найдя «потерянные ленты», Бергерон привёз их на производственную студию Штерна. Он заявил, что ленты очень стары, а записи с интервью Ларри Файна начали портиться, когда радиоинженеры Стерна проводили их через свои плееры. В действительности у них была всего одна попытка, и в итоге записи были сохранены.
Программа «Потерянные ленты балбесов» (англ. The Lost Stooges Tapes), была организована Томом Баргероном, с современными комментариями об интервью почти 40-летней давности, которые он провёл с Ларри Файном и Мо Ховардом. Во время самих интервью, Мо находился у себя дома, а Ларри после инсульта жил в доме для престарелых.

### Спорт
Канадско-американский профессиональный борец Кёрли Мо, чья отличительная черта была основана на Кёрли Ховарде, был народным любимцем на чемпионате мира по боксу в начале 1990-х годов. Его промоутеры продвигали его как реального племянника Кёрли и Мо Ховарда, что привлекло некоторое внимание со стороны СМИ. Он взял свой трюк у Чикагского рестлера Кёрли Рича, который сделал его в Чикагском Чемпионате по реслингу «Pro Wrestling International» в 1986 и 1987 годах, а затем и в «Windy City Wrestling» в 1988 и 1989 годах.

## На других языках
В большинстве других языков «Три балбеса» известны по соответствующему варианту английского названия. Однако в китайском языке трио известно идиоматично, как «Sānge Chòu Píjiàng» (三個臭皮匠) или «Huóbǎo Sānrénzǔ» (кит. 活寶三人組). «Sānge Chòu Píjiàng» буквально переводится как «Три вонючих сапожника», название происходит от поговорки из романа «Троецарствие»: «Sāngè chòu píjiàng shèngguò yīgè Zhūgě Liàng» (三個臭皮匠，勝過一個諸葛亮) или «Трёх вонючих сапожников достаточно, чтобы победить одного Чжугэ Ляна (героя этой истории)», то есть три низших существа могут одолеть большого человека, когда объединят свои силы. «Huóbǎo Sānrénzǔ» переводится как «Три шута». Так же на японском языке они известны как «San Baka Taishō» (яп. 三ばか大将), что означает «Три генерала-идиота» или «Три генерала Бака».

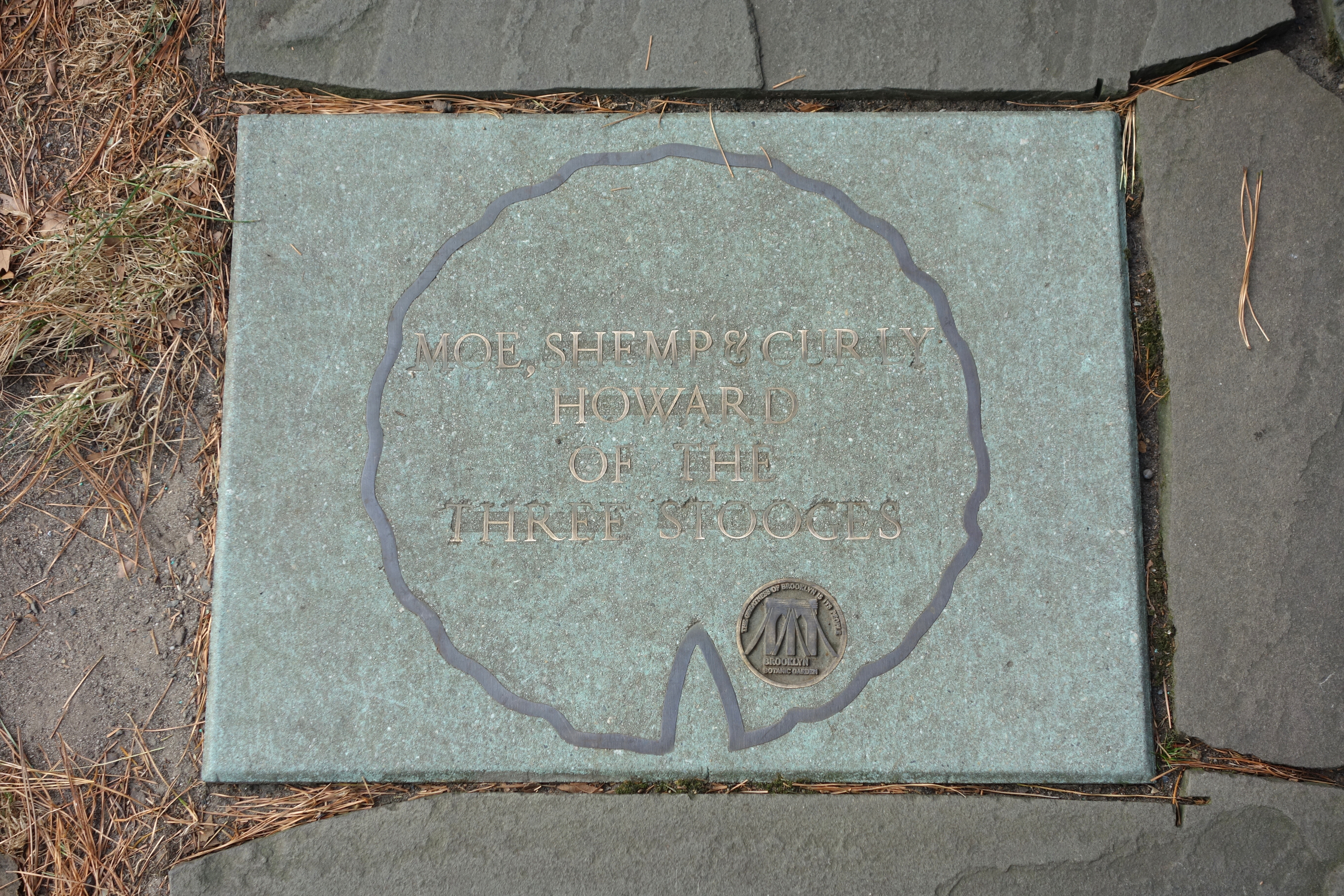
Каменная плита Трёх балбесов на «Пути знаменитостей Бруклина», находящийся в Бруклинском ботаническом саду.

На испанском языке они известны как «Los Tres Chiflados», или, грубо говоря, «Три психа». На французском и немецком языках название трио частично переводится как «Les Trois Stooges», правда во французской версии адаптации к фильмам использовалось полностью переведенное название «Les Trois Corniauds», а в немецком — «Die drei Stooges». На тайском языке трио известно «3 สมุนจอมป่วน» (3 Samunčhǭmpūan, по IPA: [sà mun tɕɔːm pùːan]) или «3 พี่น้องจอมยุ่ง» (Phīnǭngčhǭmyung; IPA: [pʰîː nɔ́ːŋ tɕɔːm jûŋ]). В португальском языке они известны: как «Os Três Patetas» — в Бразилии, «Os Três Estarolas» — в Португалии. «Estarola» напрямую переводится как «марионетка», а «pateta» — «тупой». В персидском языке трио назвали «سه نخاله». А на турецком языке они называются «Üç Ahbap Çavuş» («Три дружка»).

## Награды и номинации
- В 1993 году «Три балбеса» выиграли премию «MTV Lifetime Achievement Award».
- За свой вклад в развитие киноиндустрии трио заслужило звезду на Голливудской «Аллее славы», она находится на Вайн-стрит, её номер — 1560. Церемония состоялась 30 августа 1983 года.